# Кінта-да-Регалейра
Кінта да Регалейра (порт. Quinta da Regaleira) — кінта (садиба), розташована поблизу історичного центру міста Сінтра у Португалії. Класифікується як об'єкт всесвітньої спадщини ЮНЕСКО в рамках «Культурного ландшафту Сінтра». Поряд з іншими палацами в районі, такими як Кінта-ду-Релуджо, Пена, Монсеррат та Сетаїш, він вважається однією з головних туристичних принад і визначних пам'яток Сінтри.
Складається з романтичного палацу і каплиці, а також розкішного парку, в якому є озера, гроти, колодязі, лавки, фонтани та величезний масив вишуканих споруд. Палац відомий також як «Палац Монтейру-мільйонера», в основі якого лежить прізвисько його найвідомішого колишнього власника Антоніу Аугусту Карвалью Монтейру. Палац спроектований італійським архітектором Луїджі Маніні.

## Історія

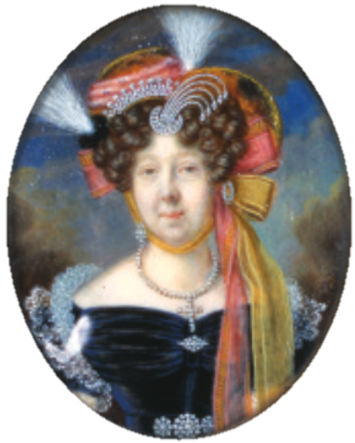
Д. Ермелінда Монтейру де Алмейда, віконтеса Регалейра.

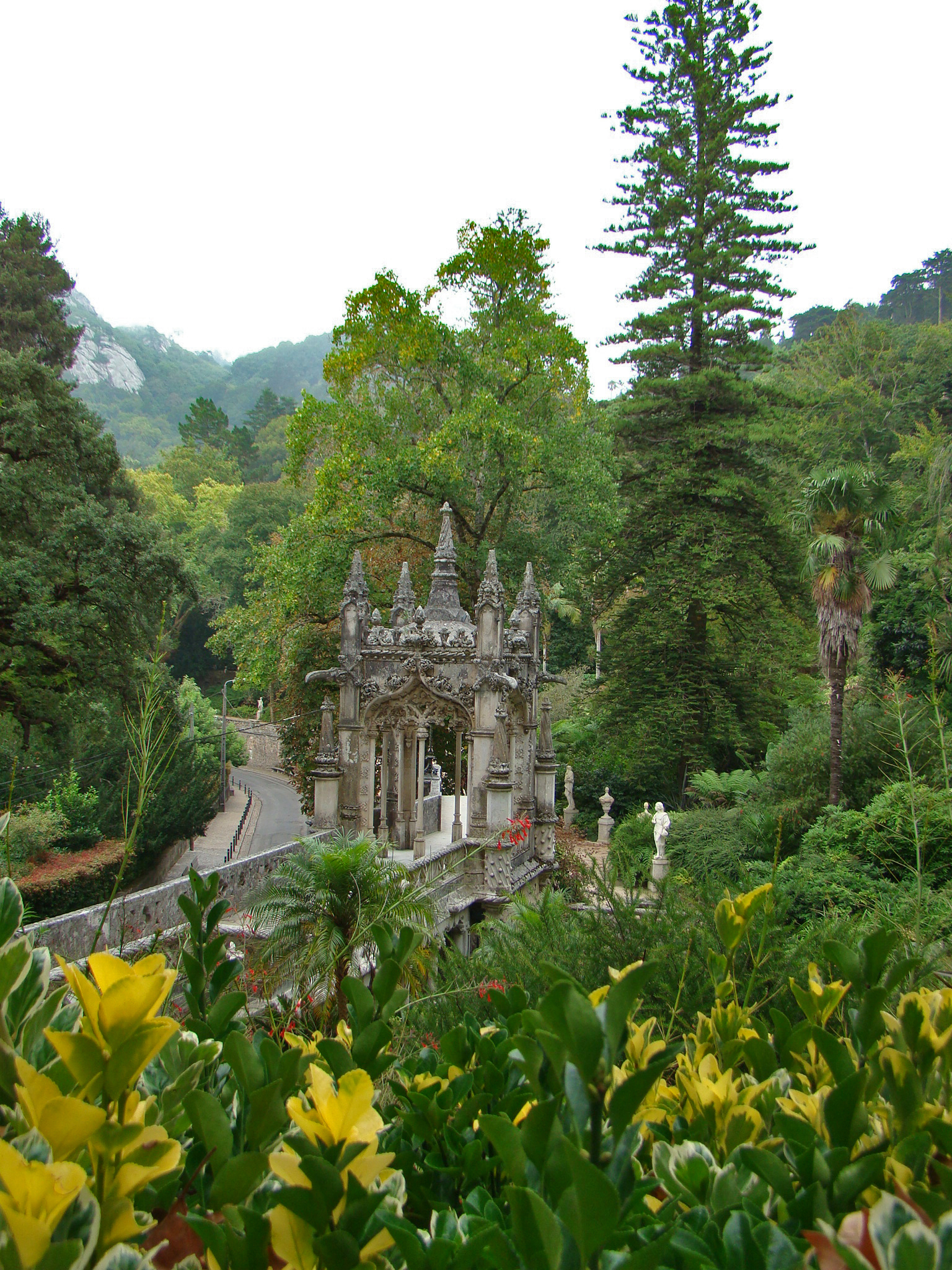
Розкішна рослинність поруч із нижньою брамою.

Земля, де зараз розміщена Кінта-да-Регалейра, протягом багатьох років мала багато власників. Вона належала віконтам Регалейра, сім'ї багатих купців з Порту, допоки у 1892 році не була продана Карвалью Монтейру за 25000 реалів. Монтейру прагнув побудувати дивовижне місце, де він міг би збирати символи, що відображали його інтереси та ідеології. За сприяння італійського архітектора Луїджі Маніні він відтворив садибу площею 4 га.
Окрім інших нових функцій, він додав загадкові споруди, які нібито містили символи, пов'язані з алхімією, масонством, тамплієрами та розенкрайцерами. Архітектура, яку створив Маніні, викликала стилі римського, готичного, ренесансного та мануельського стилів. Побудова нинішнього маєтку розпочалося в 1904 році, і значна частина його була завершена до 1910 року.
Пізніше маєток був проданий у 1942 році Вальдемару д'Орі, який використовував його як приватну резиденцію для своєї багатодітної родини. Він замовив ремонтні та реставраційні роботи. У 1987 році маєток було знову продано, на це раз — японській корпорації Aoki, і він перестав служити резиденцією. Корпорація зберігала маєток закритим для громадськості десять років, поки його не придбала міська рада Сінтри у 1997 році. Великі зусилля з реставрації були негайно розпочаті по всій садибі. Вона відкрилася для публіки в червні 1998 року і розпочлося проведення культурних заходів. У серпні того ж року португальське міністерство культури класифікувало маєток як «власність у суспільних інтересах».

## Палац
Палац Регалейри (порт. Palácio da Regaleira) носить таку ж назву, як і весь маєток. Фасад структури характеризується розкішними готичними пінаклями, горгуліями, капітелями та вражаючою восьмикутною вежею.

Палац містить п'ять поверхів (чотири поверхи та підвал). Перший поверх складається з ряду коридорів, які з'єднують вітальню, їдальню, більярд, балкон, деякі менші кімнати та кілька сходів. У свою чергу, другий поверх містить спальні та вбиральні. На третьому поверсі розташований кабінет Карвальу Монтейру та спальні служниць. Четвертий поверх містить прасувальну кімнату та меншу кімнату з виходом на терасу. Нарешті, у підвалі є спальні кімнати чоловіків-службовців, кухня (на якій був ліфт для підйому їжі на перший поверх) та сховища. 

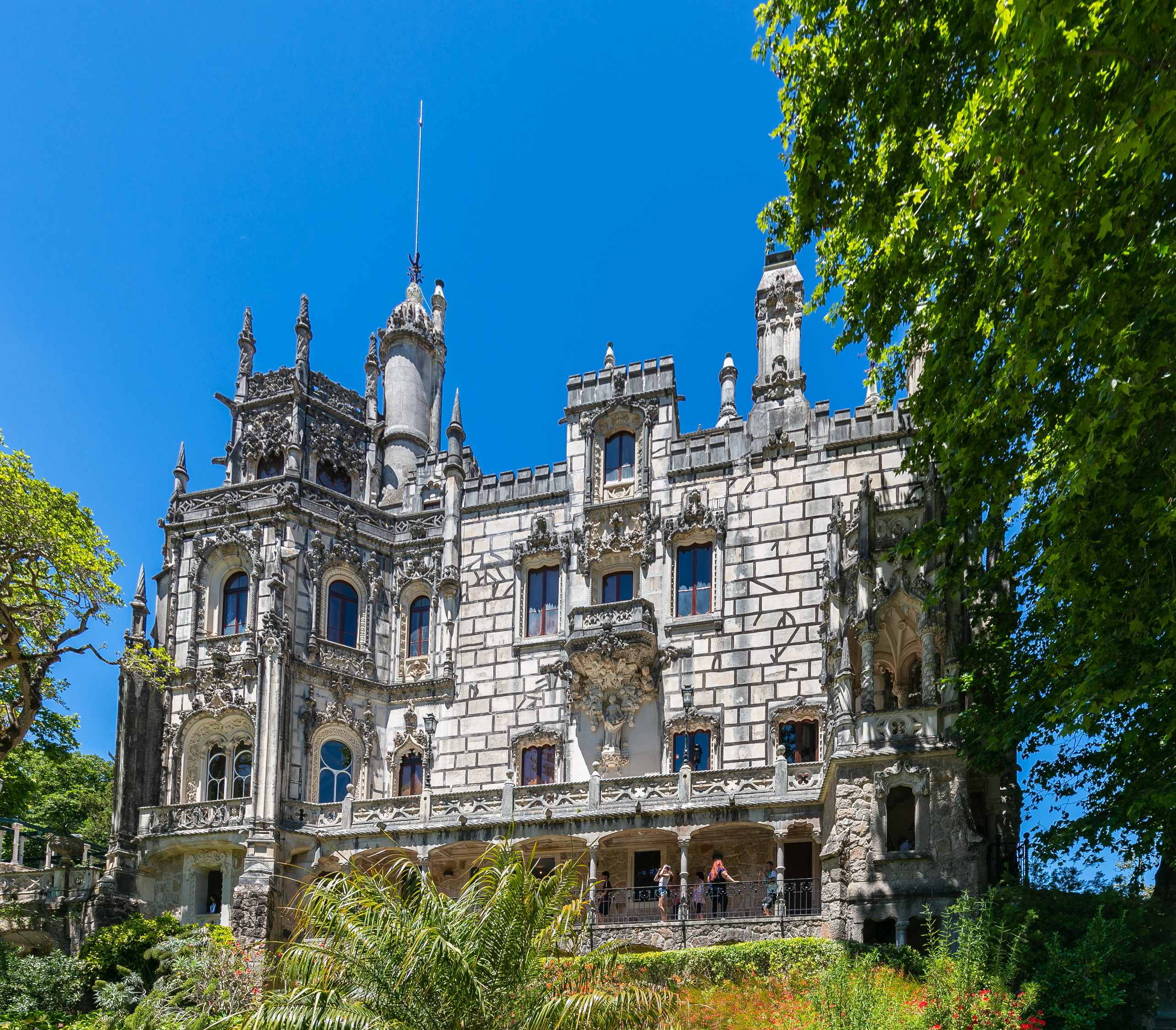
Головний фасад палацу.
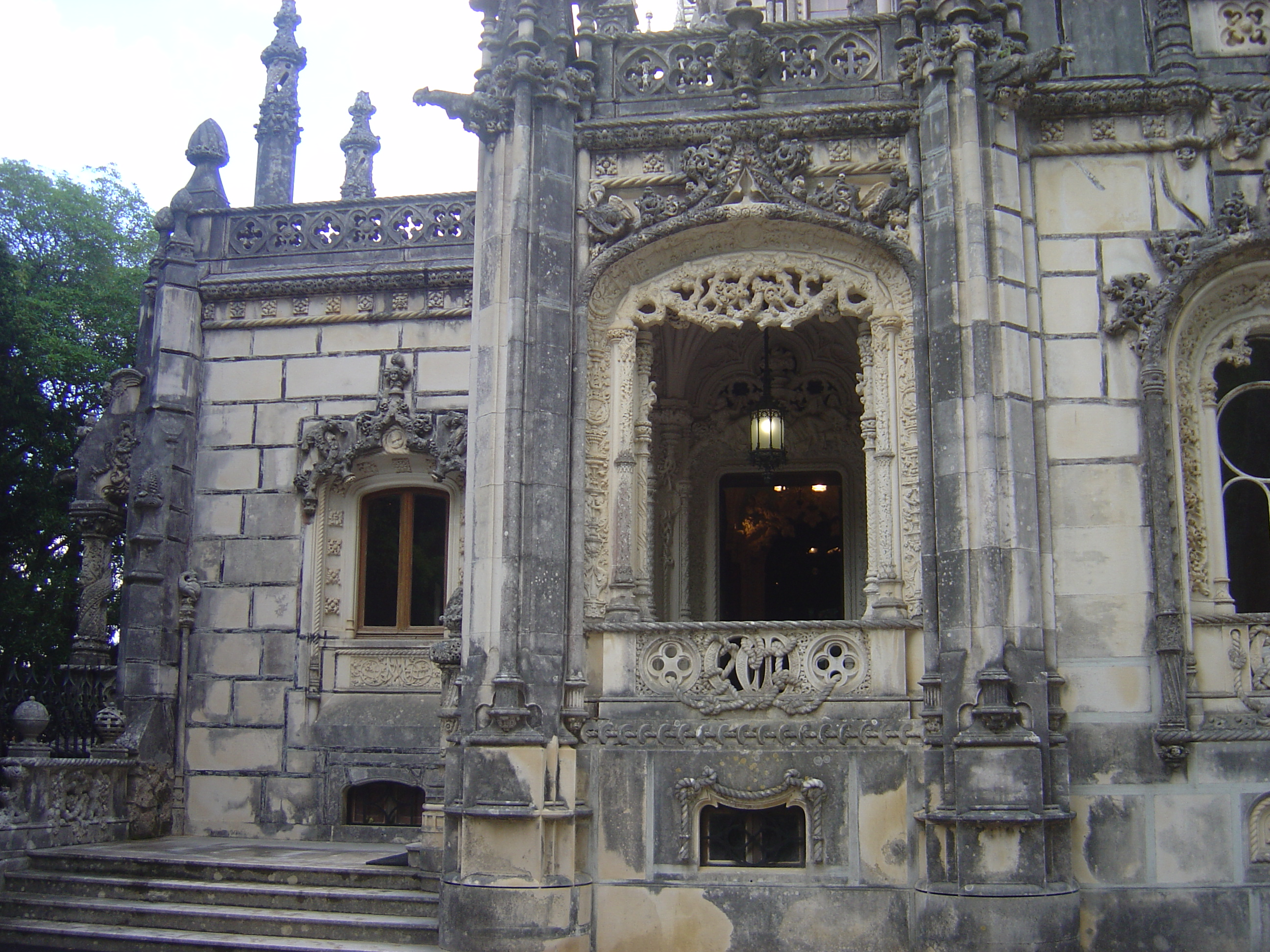
Головний вхід до палацу.
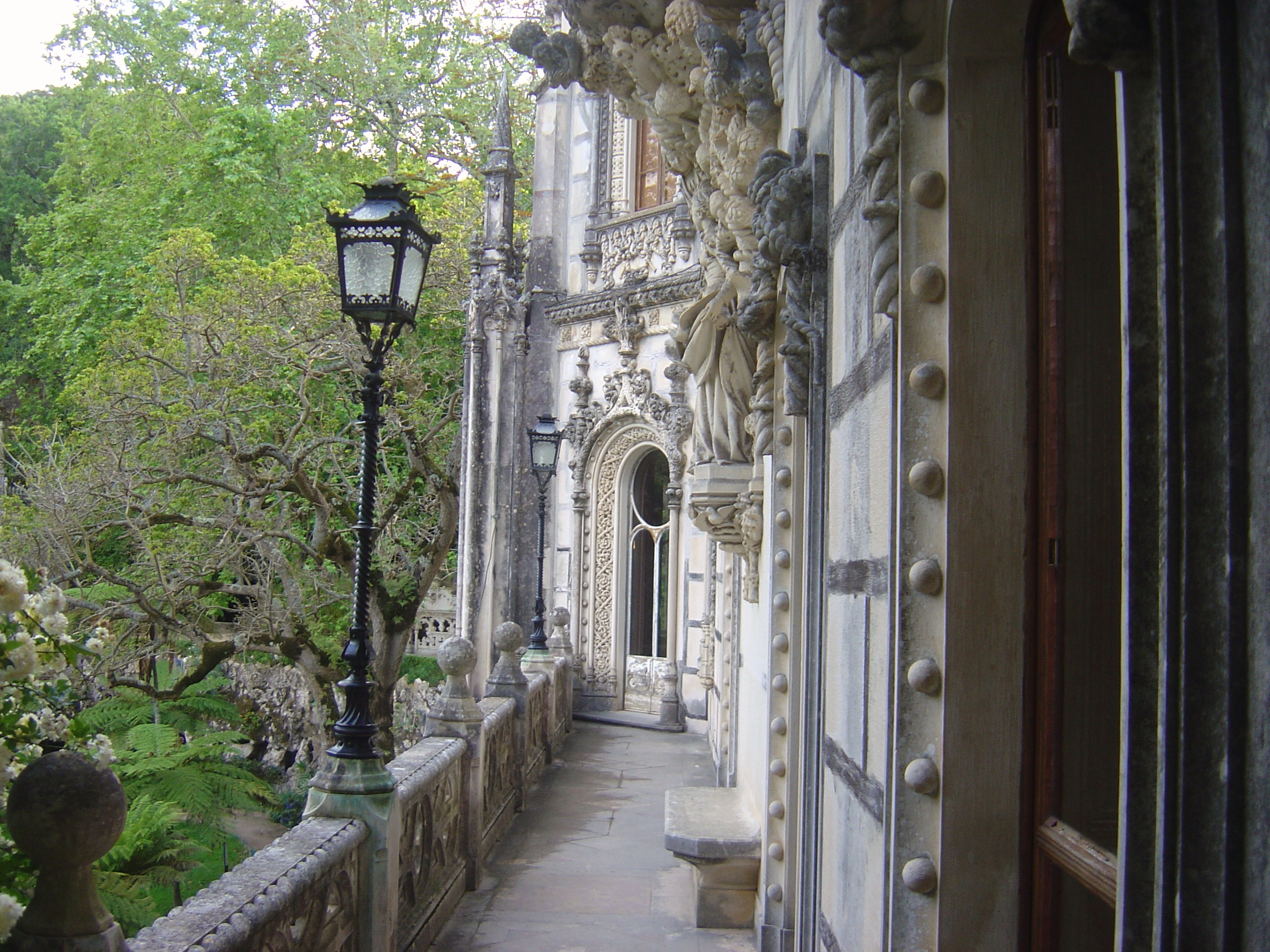
Балкон.
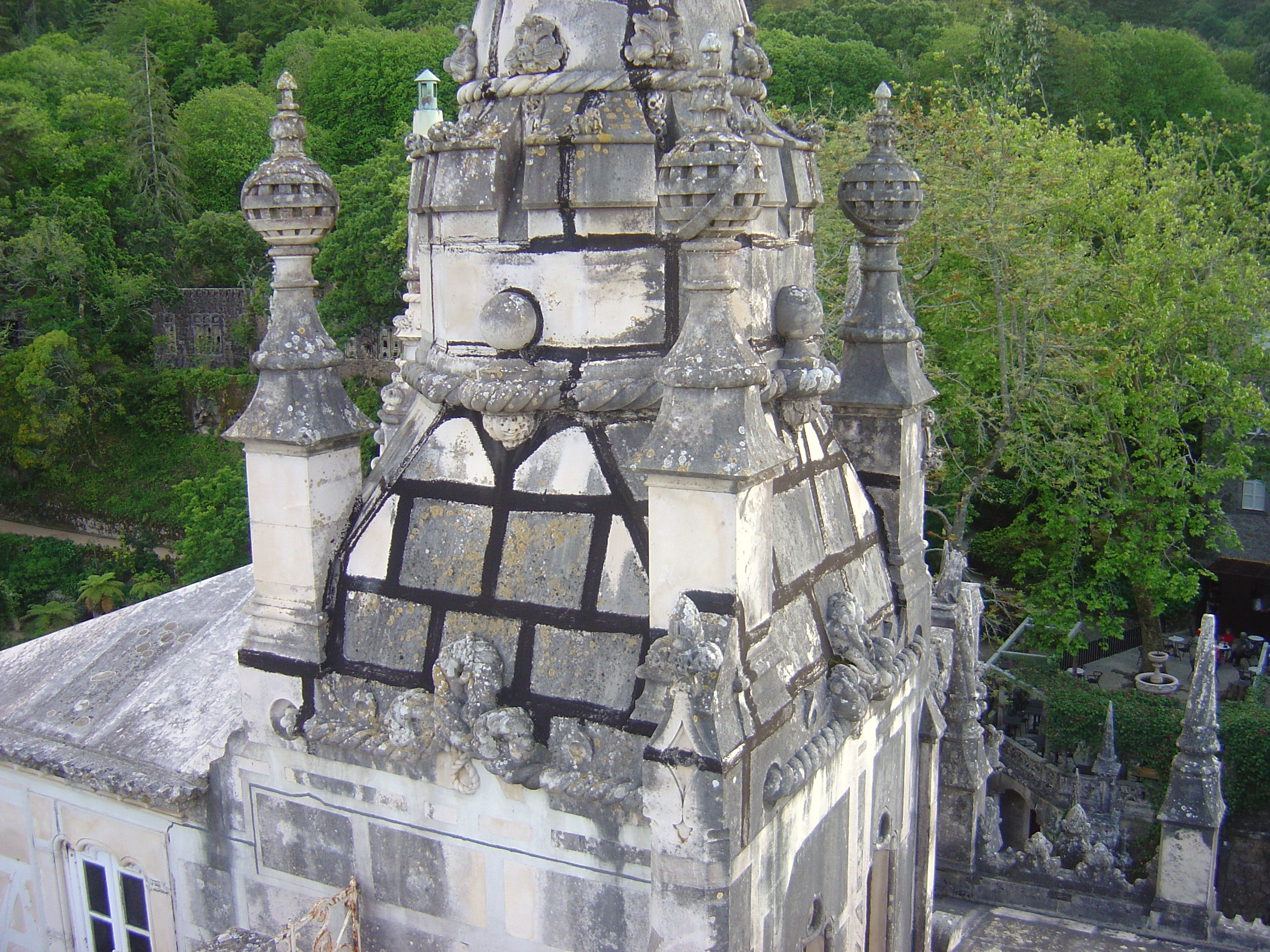
Вежа з символами Мануеліна, що натякає на португальські відкриття .
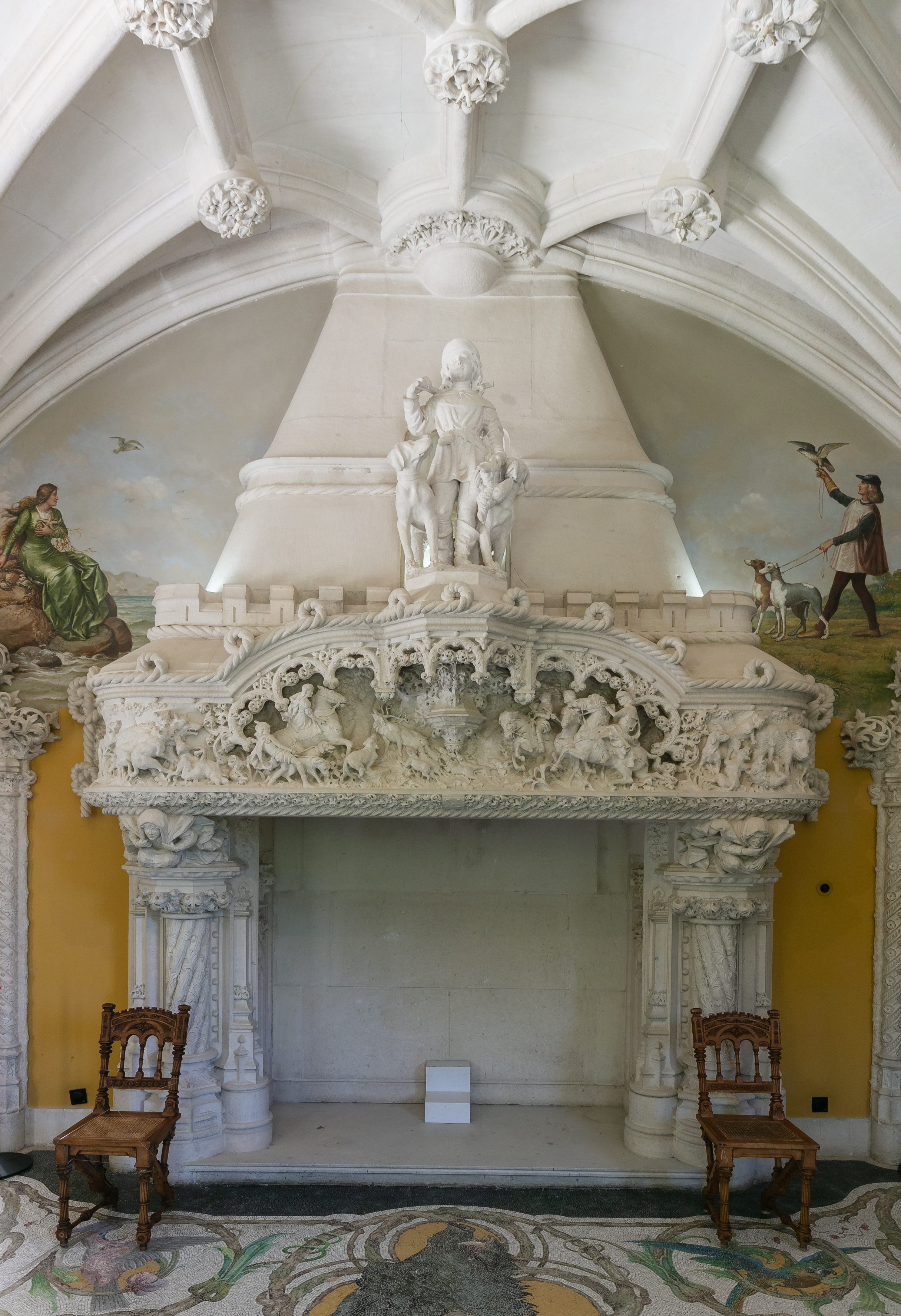
Камін у їдальні.
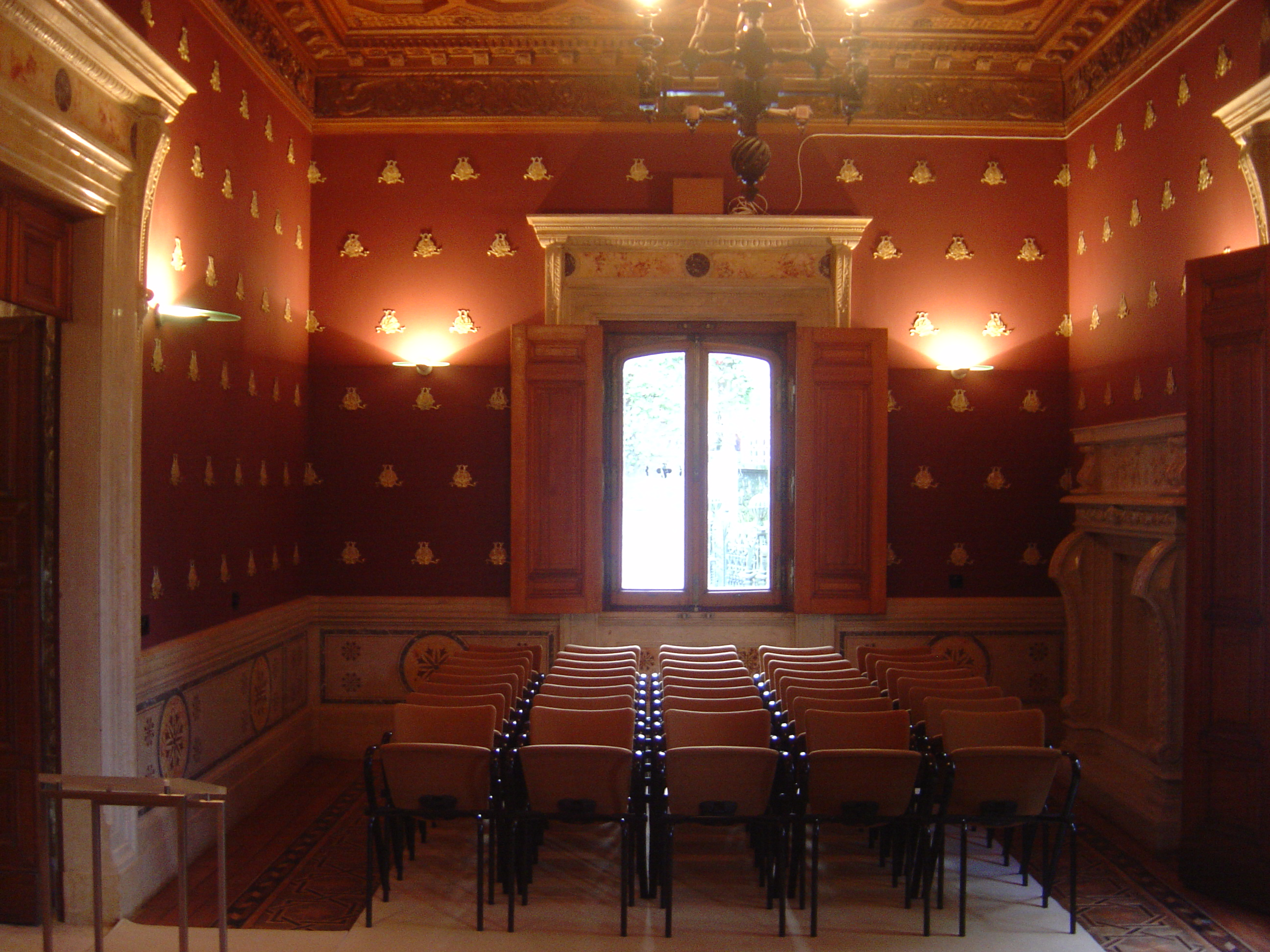
Вітальня.
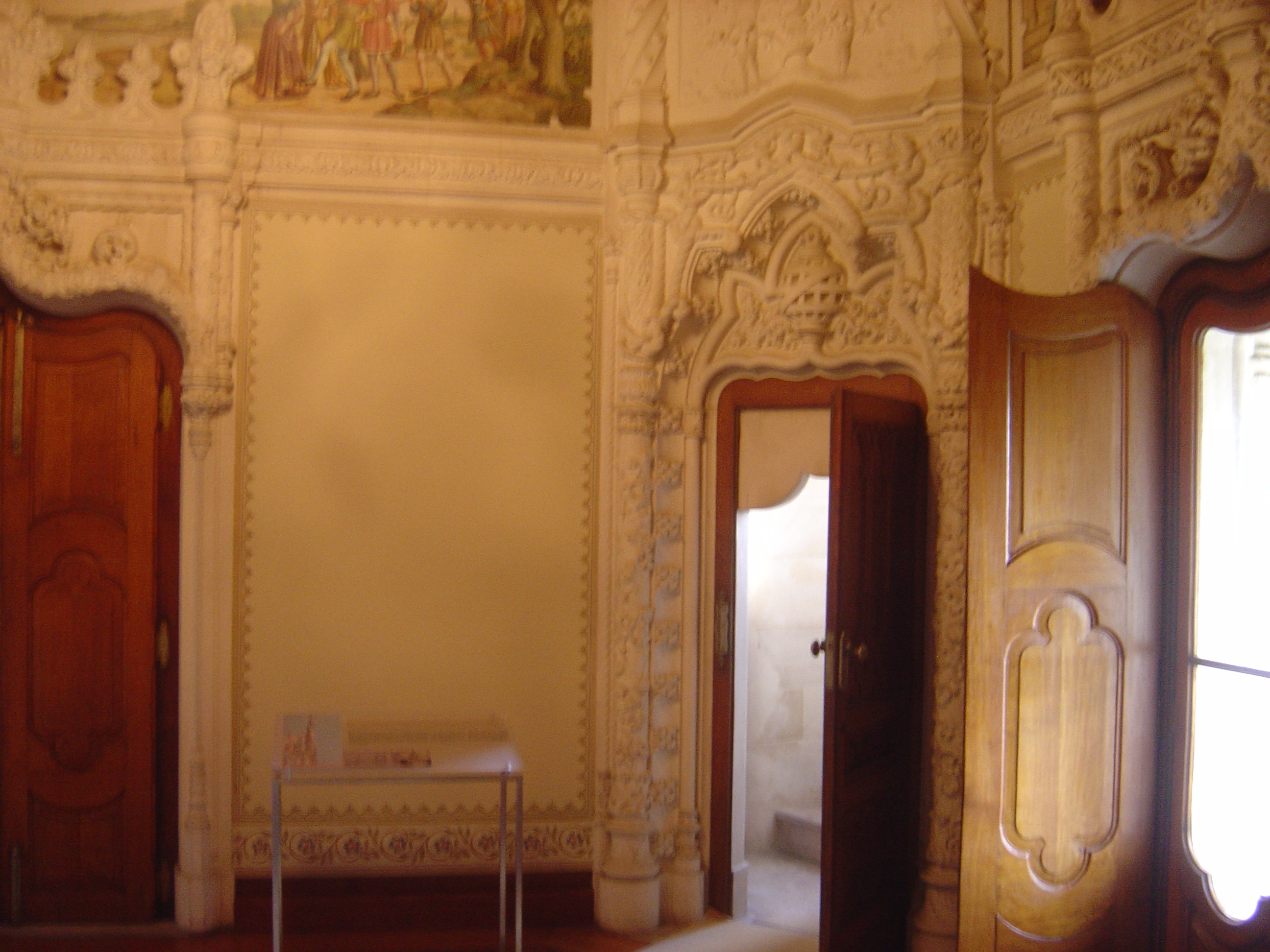
Вхід на гвинтову сходову клітку.
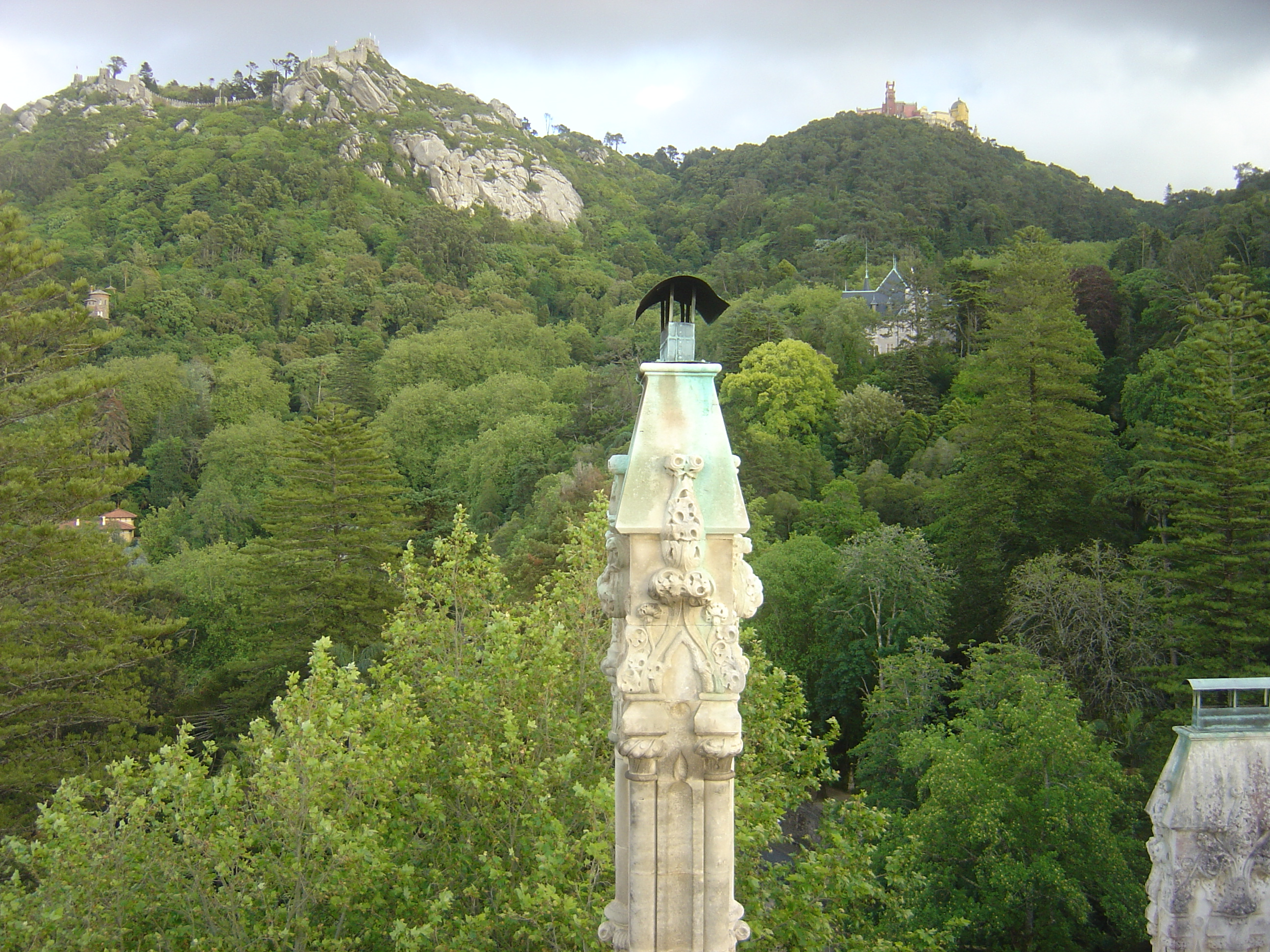
Один з димоходів. На пагорбах видно Замок маврів та палац Пена.

## Каплиця
Каплиця Регалейра — римо-католицька каплиця, що стоїть перед головним фасадом палацу. Її архітектура схожа на палацову. Інтер'єр каплиці рясно прикрашений фресками, вітражами та пишними ліпнинами. Фрески містять зображення Терези Авіли та Святого Антонія, а також інші релігійні зображення. Тим часом, на підлозі є зображення армілярної сфери португальських відкриттів та хреста ордену Христа, оточеного пентаграмами. Незважаючи на відносно невеликі розміри, каплиця має кілька поверхів. 

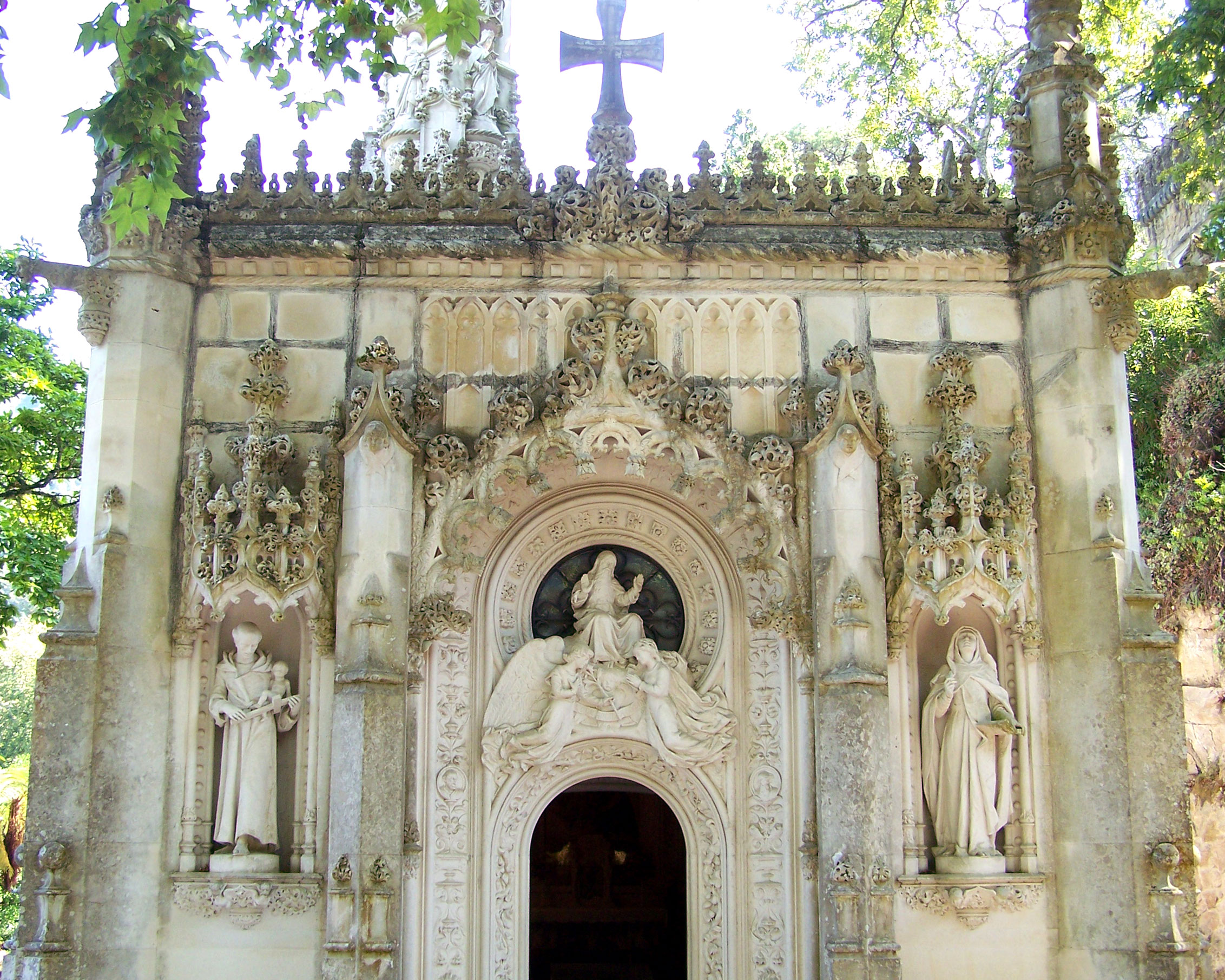
Головний вхід.
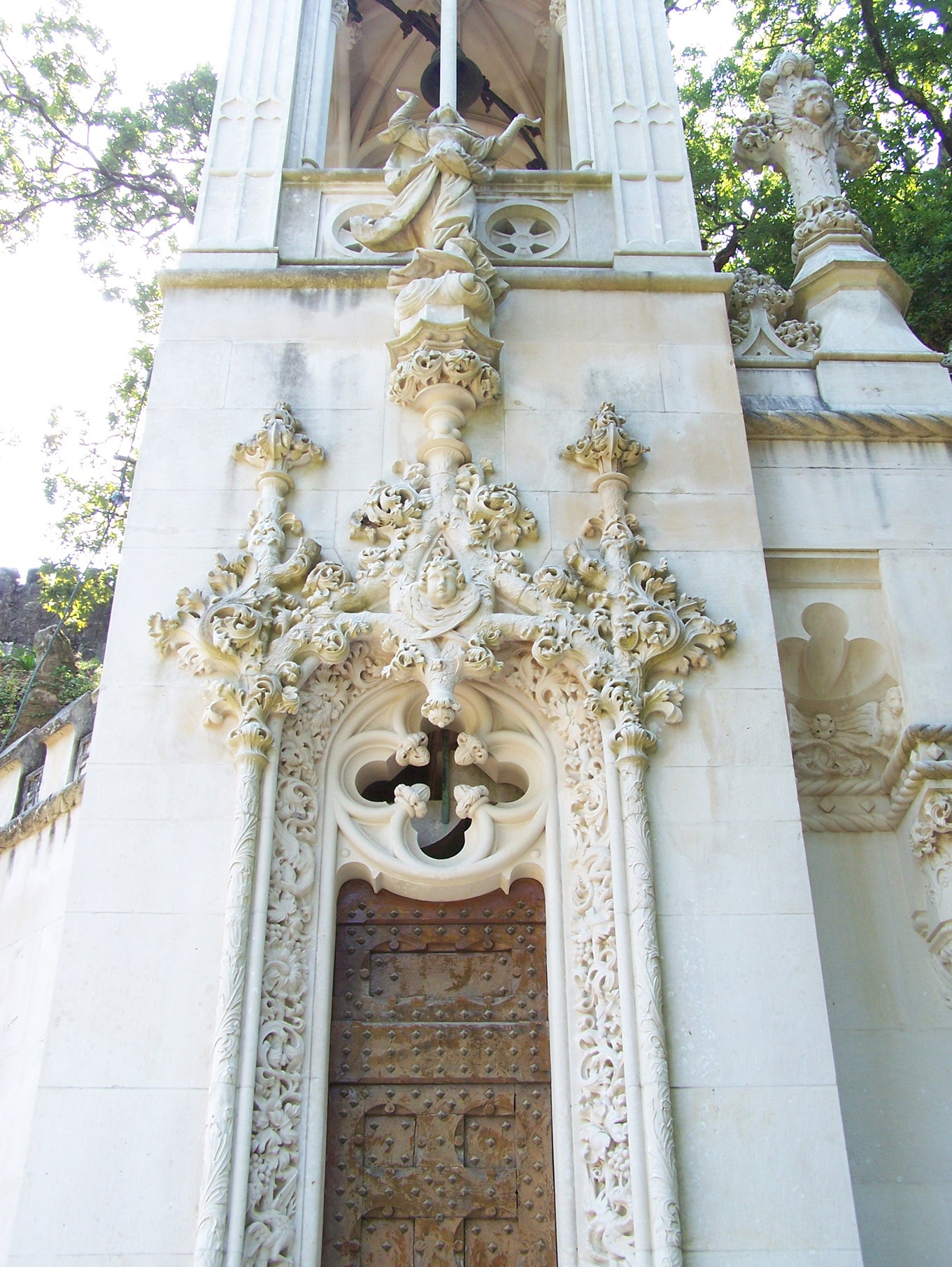
Бічний вхід.
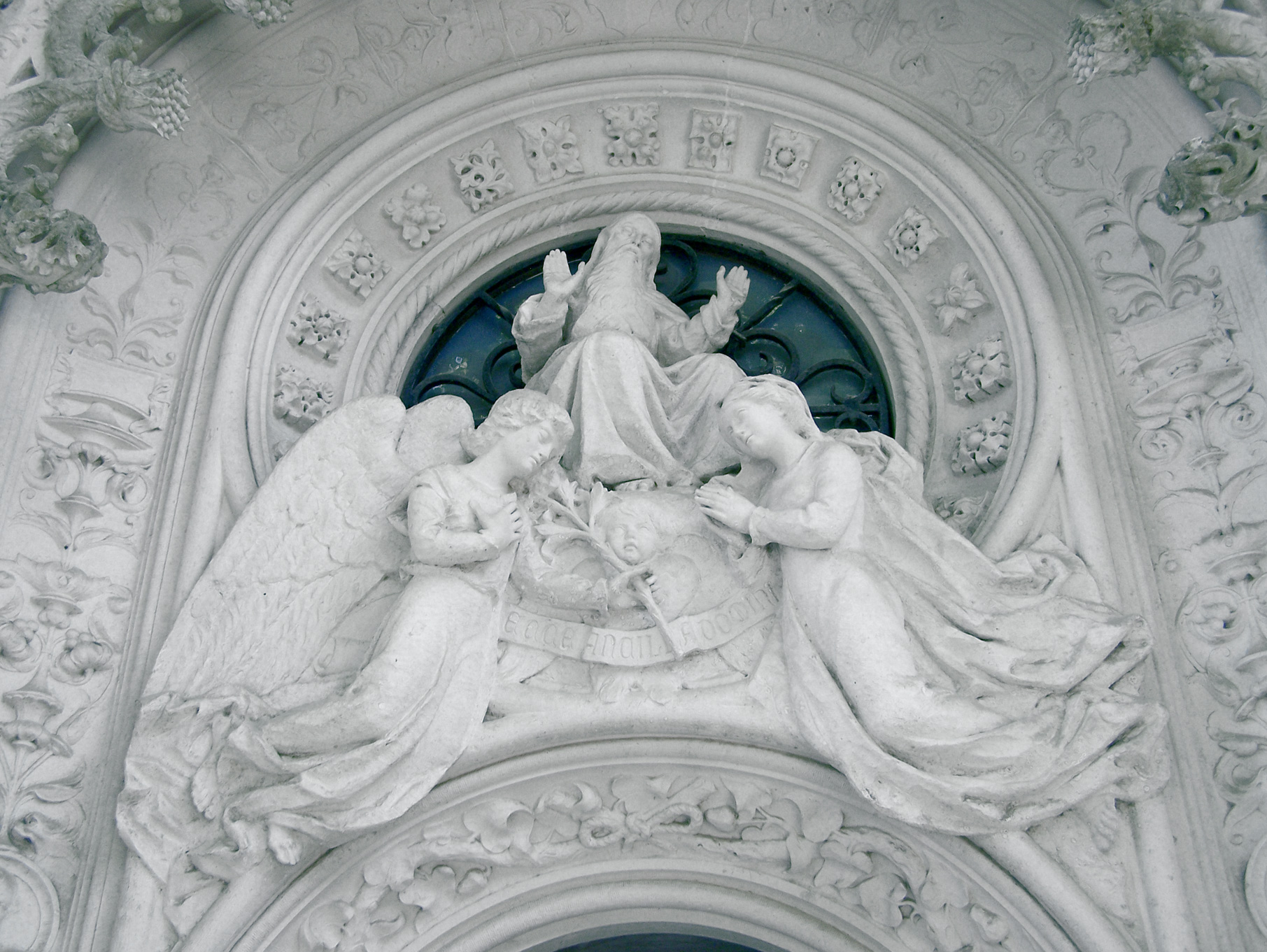
Ліпнини над головним входом.
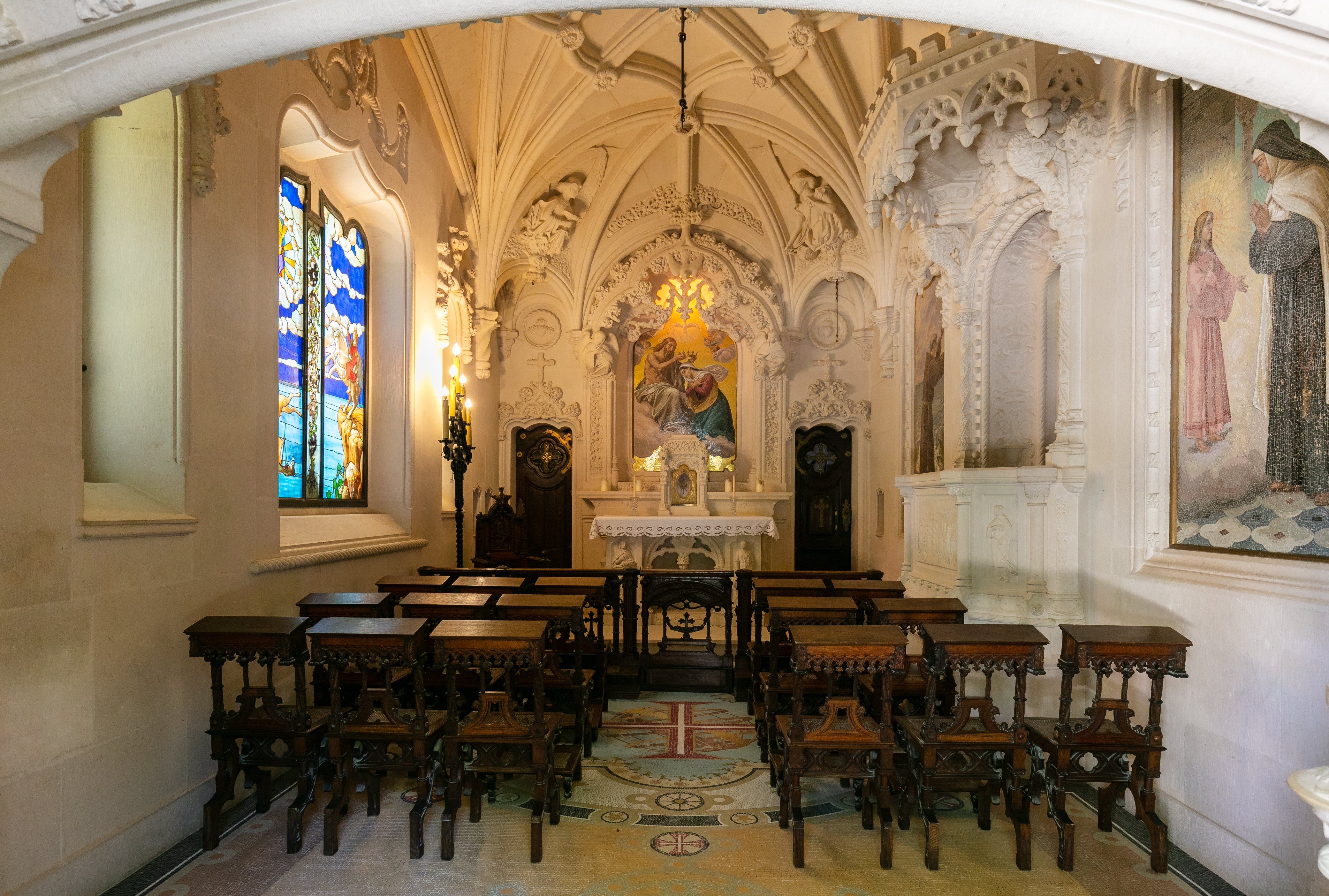
Інтер’єр каплиці.
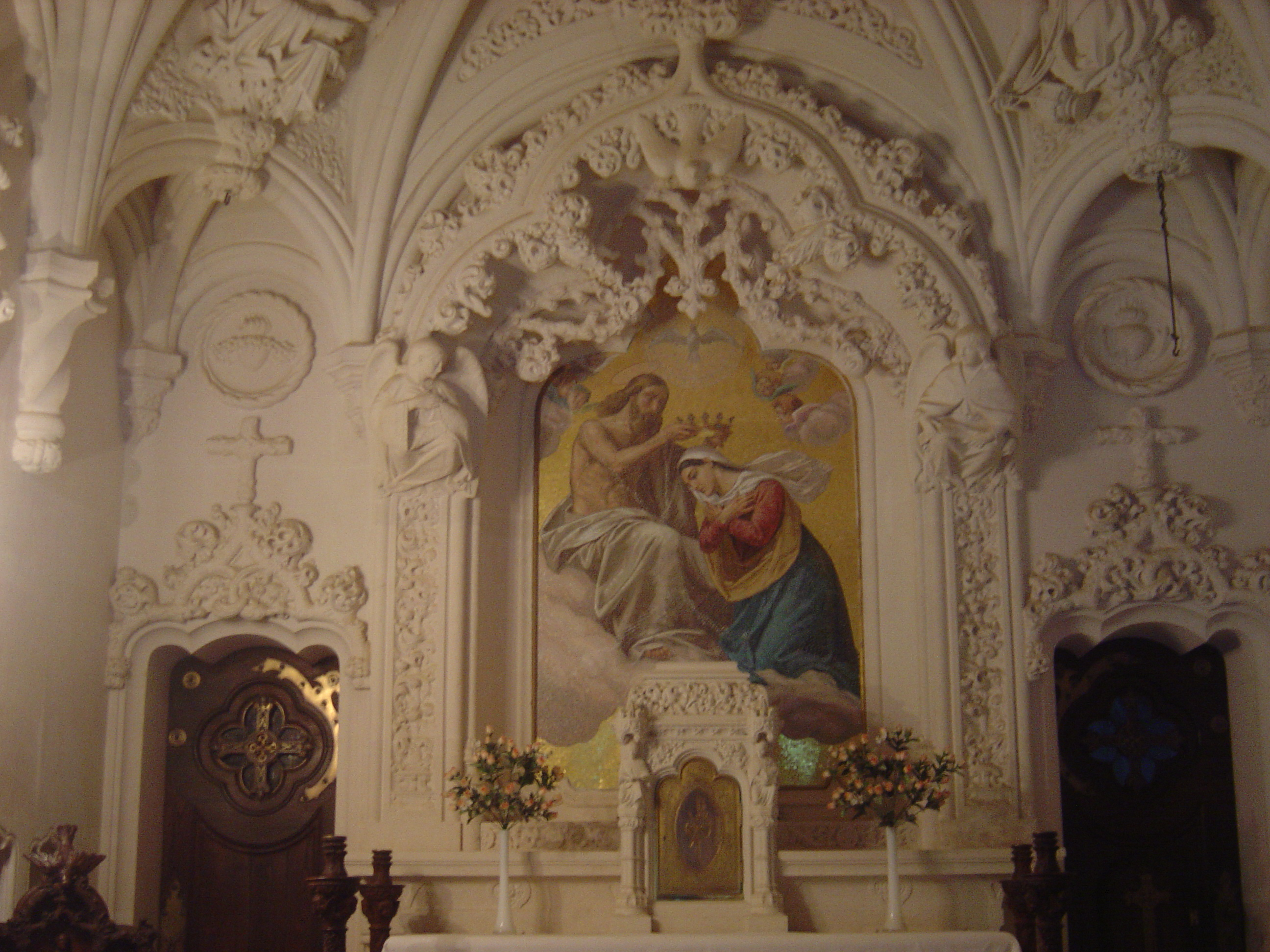
На фресці над вівтарем воскреслий Ісус Христос увінчає Діву Марію.
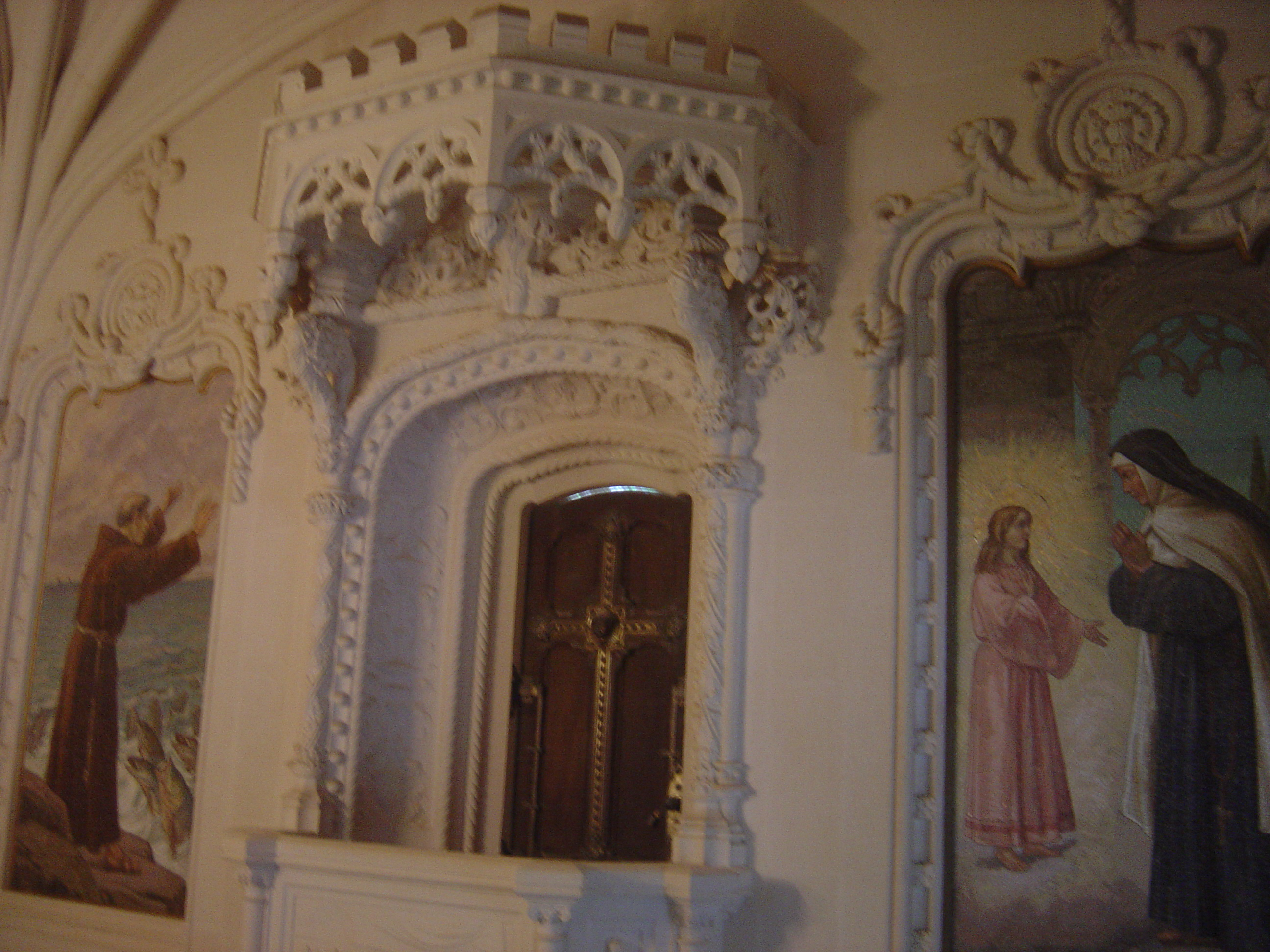
Фрески із зображенням Терези Авіли та Святого Антонія (під час його «Проповіді рибам» отця Антоніу Віейра).
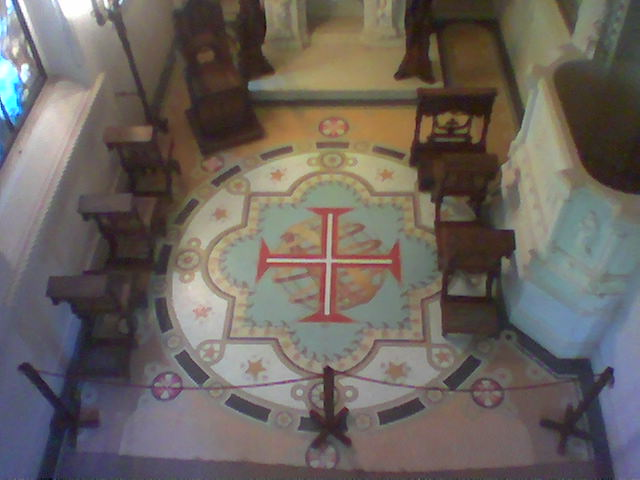
Поверх: Хрест Ордену Христа над армілярною сферою.
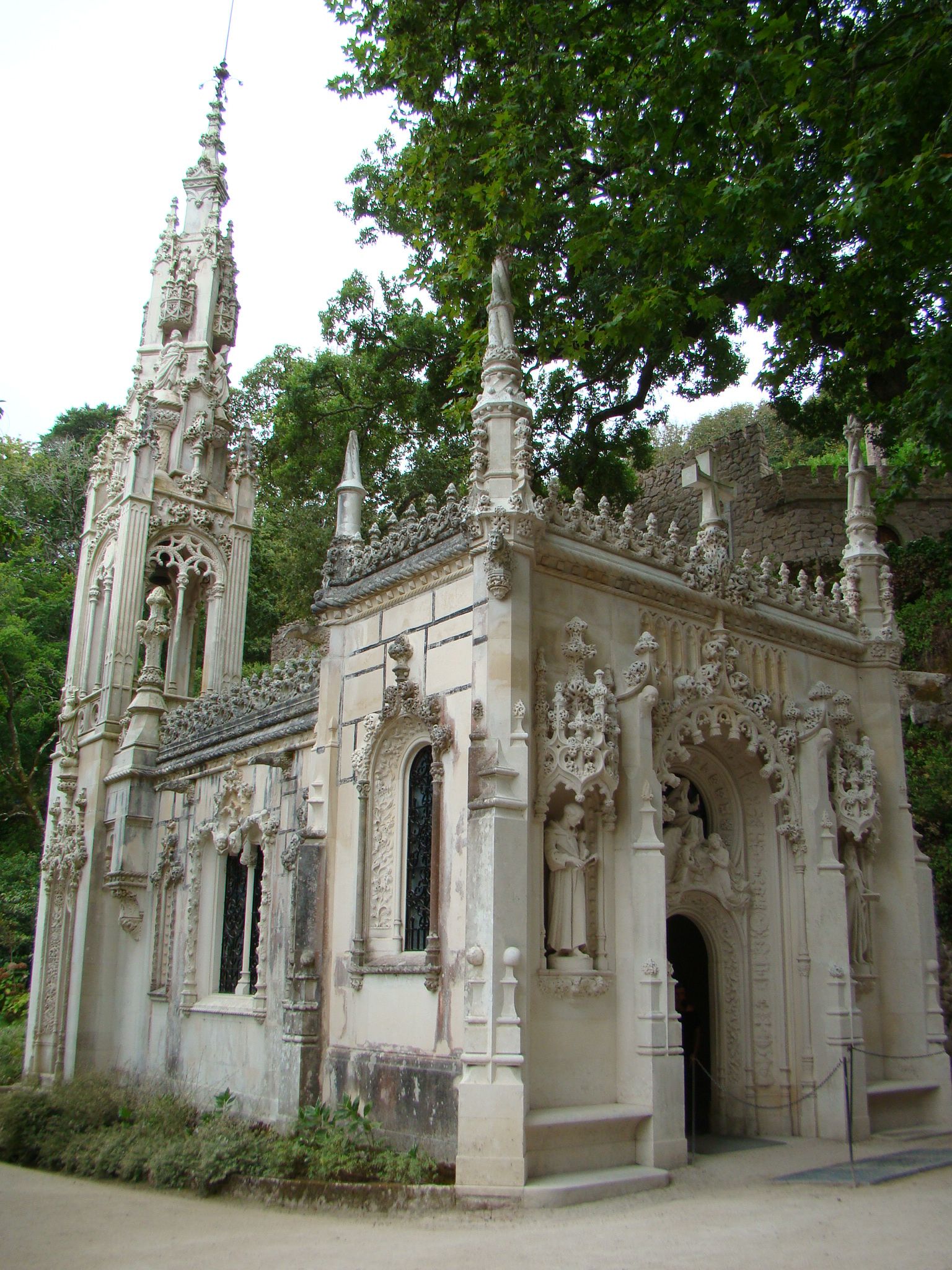
Вид збоку на каплицю.

## Парк

Діаграма Кінта-да-Регалейра.
Легенда:
Будинки — А) Палац Регалейра; B) каплиця Регалейра; C) Теплиця; D) офіси Фонду Культурсінтра; E) тренерські будинки; F) Художня майстерня; K) вежа Регалейра;
Споруди під відкритим небом — G) Суд Хімери; Н) лоджія; I) фонтан Ібіс; J) Фонтан достатку;
Поля — L) Тераса небесних світів і водосховище; М) Вхід охоронців; N) Поріг богів; O) Тенісний корт;
Інші — 1) Головна брама; 2) Вторинні ворота; 3) верхні ворота; P) Акваріум; Q) Колодязі посвячення; R) незакінчений колодязь; S) Лабіринтний грот; Т) Грот Леди; W) Східний грот; X) Грот Богородиці;
Озера — У) Безіменне озеро; V) Водоспадне озеро;

Значна частина з чотирьох гектарів землі в навколишньому маєтку складається з густо засадженого парку, вистеленого безліччю доріг та пішохідних доріжок. Ліси акуратно розташовані у нижніх частинах маєтку, але залишаються дикими та дезорганізованими у верхніх частинах, що відображає віру Карвальо Монтейро у примітивізм. Декоративні, символічні та жваві споруди можна знайти по всьому парку. 

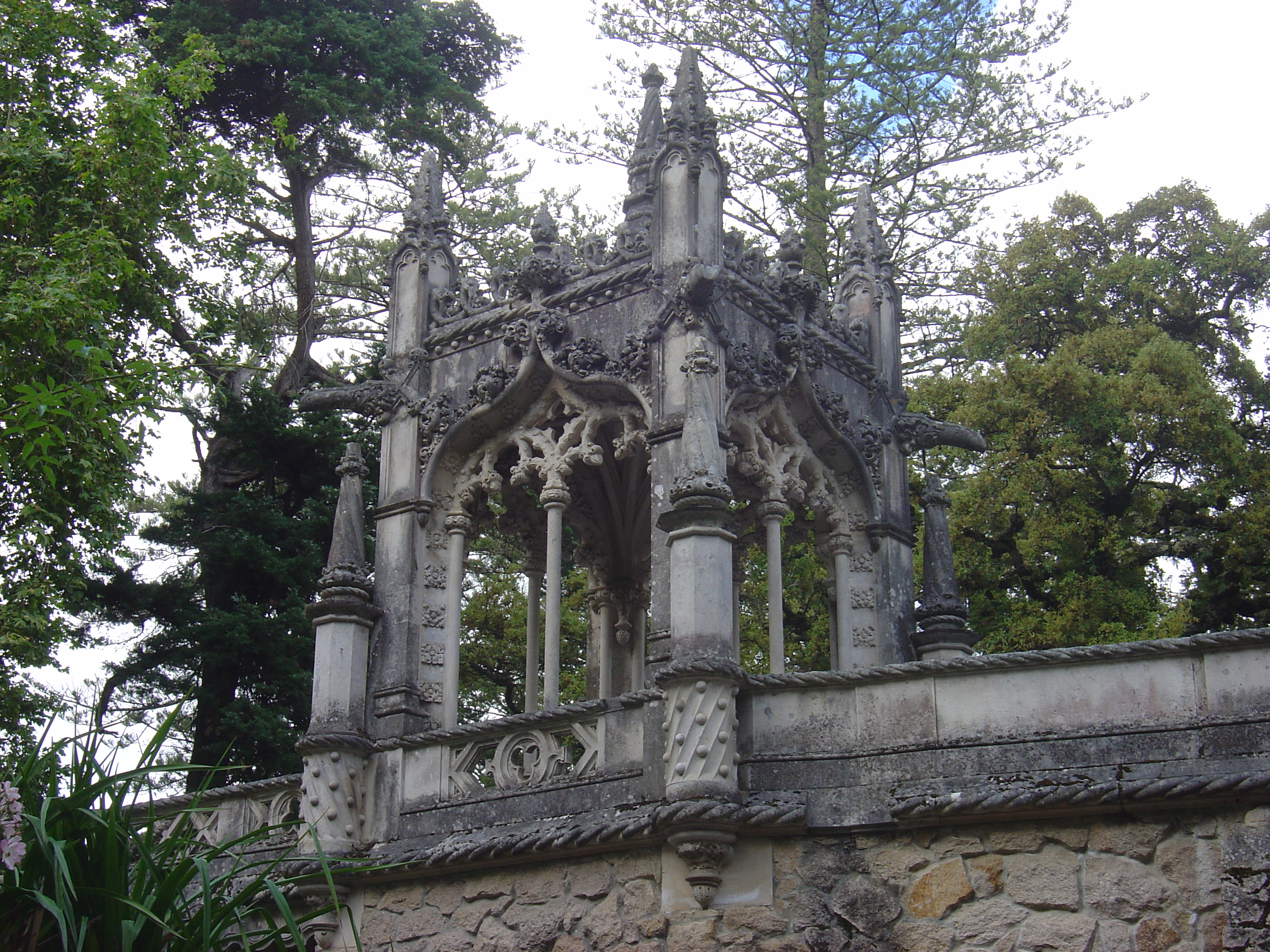
Альтанка на багато прикрашеному мосту через нижню браму.
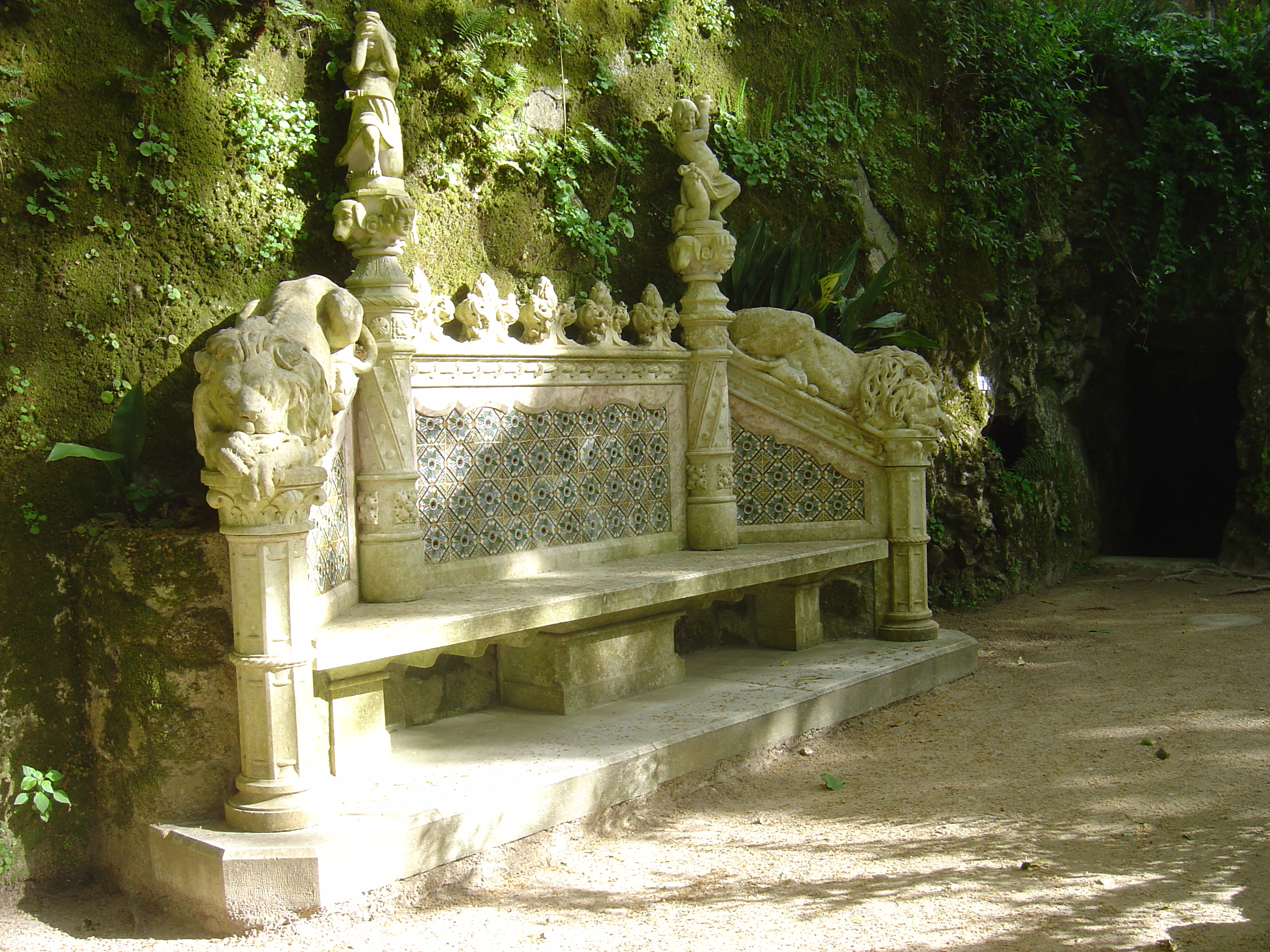
Лавка між озером та лоджією.
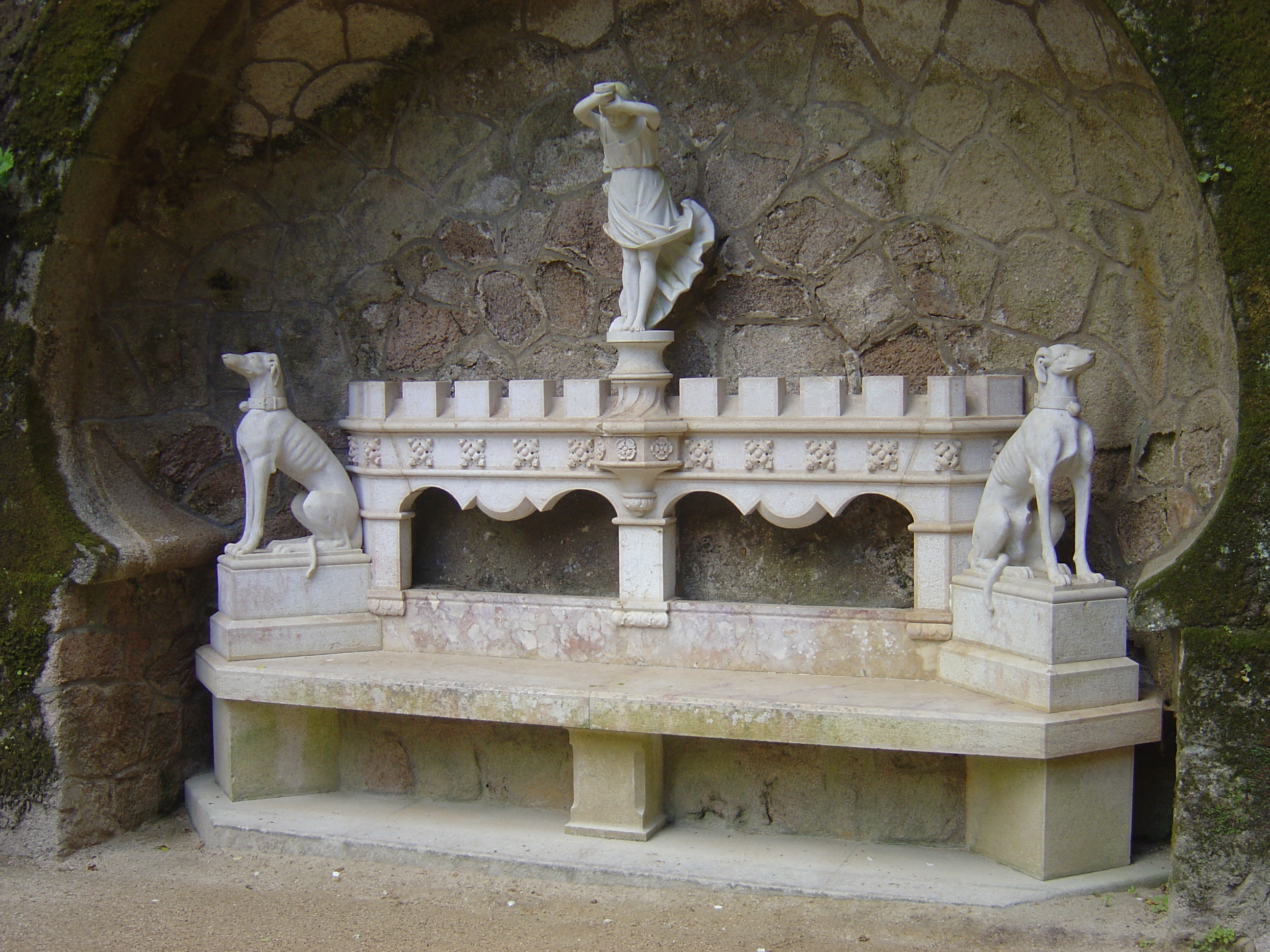
Лавка між озером та фонтаном Ібіс.
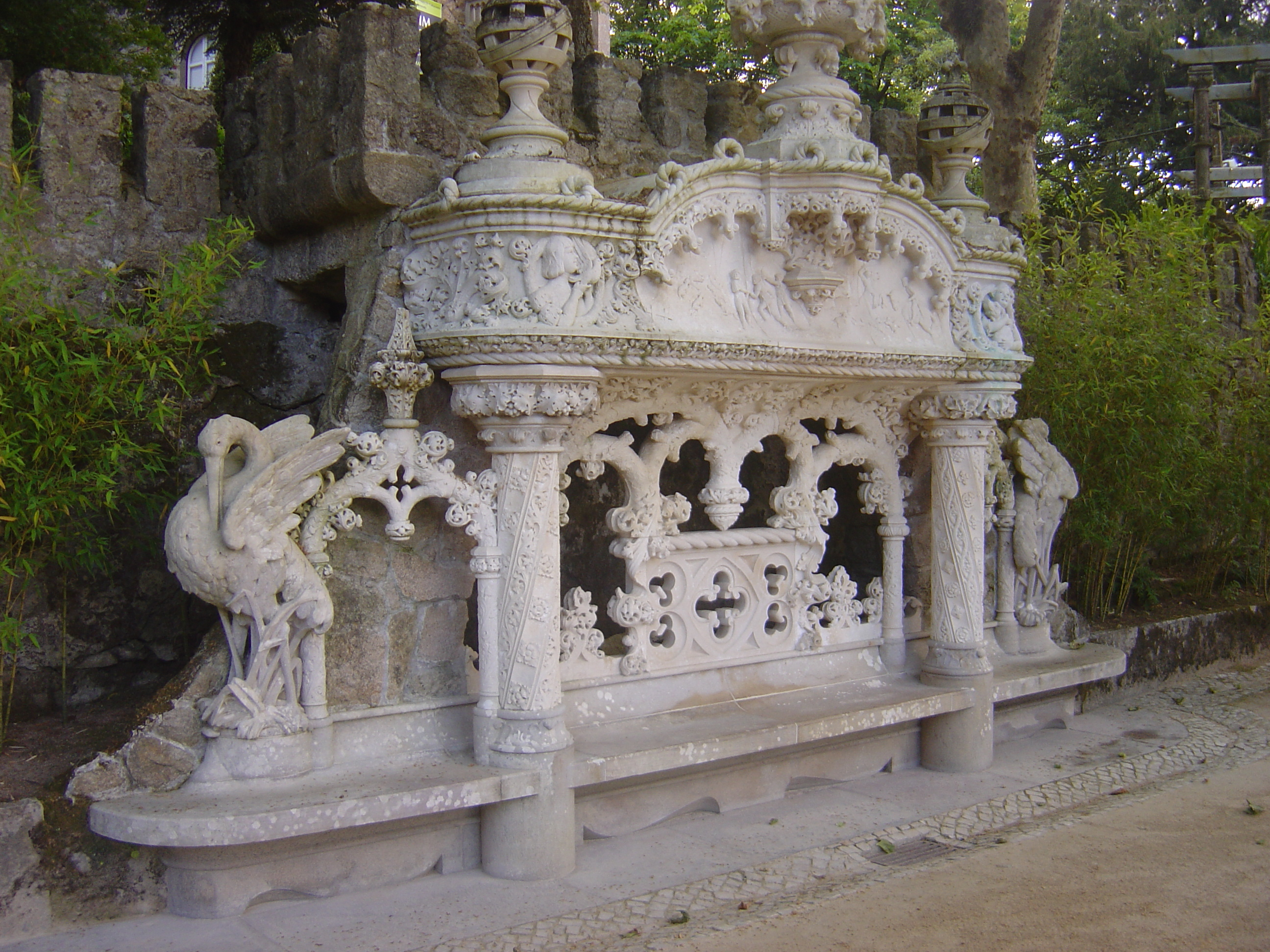
Лавка між каплицею та палацом.

### Тунелі
Парк також містить розгалужену та загадкову систему тунелів, які мають кілька точок входу, які включають: гроти, каплицю, озеро Водоспад та «Печеру Леда», що лежить під вежею Регалейри. «Колодязь ініціативи» з'єднується з іншими тунелями через низку підземних доріжок. 

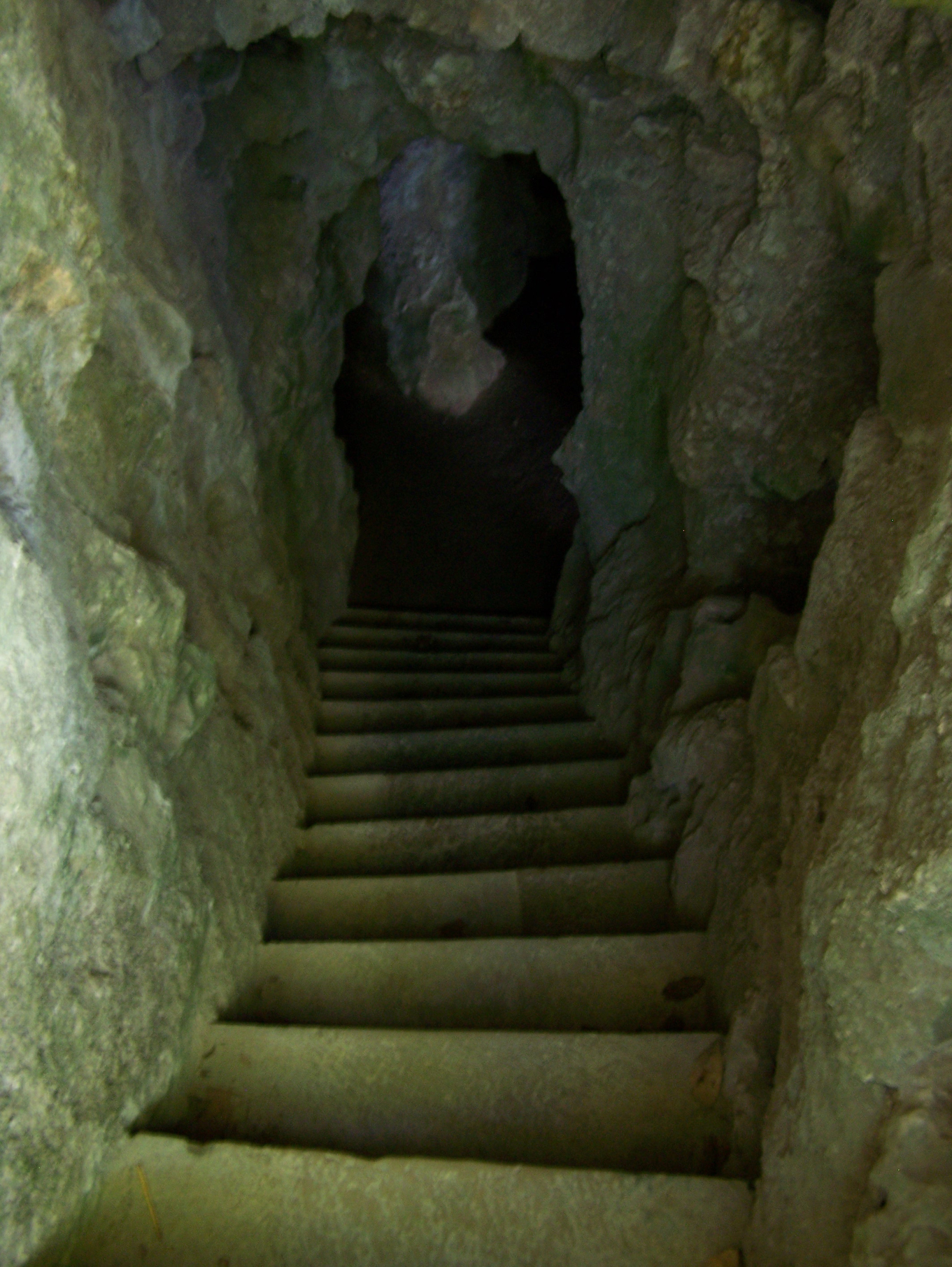
Вхід до Лабіринтного гроту.
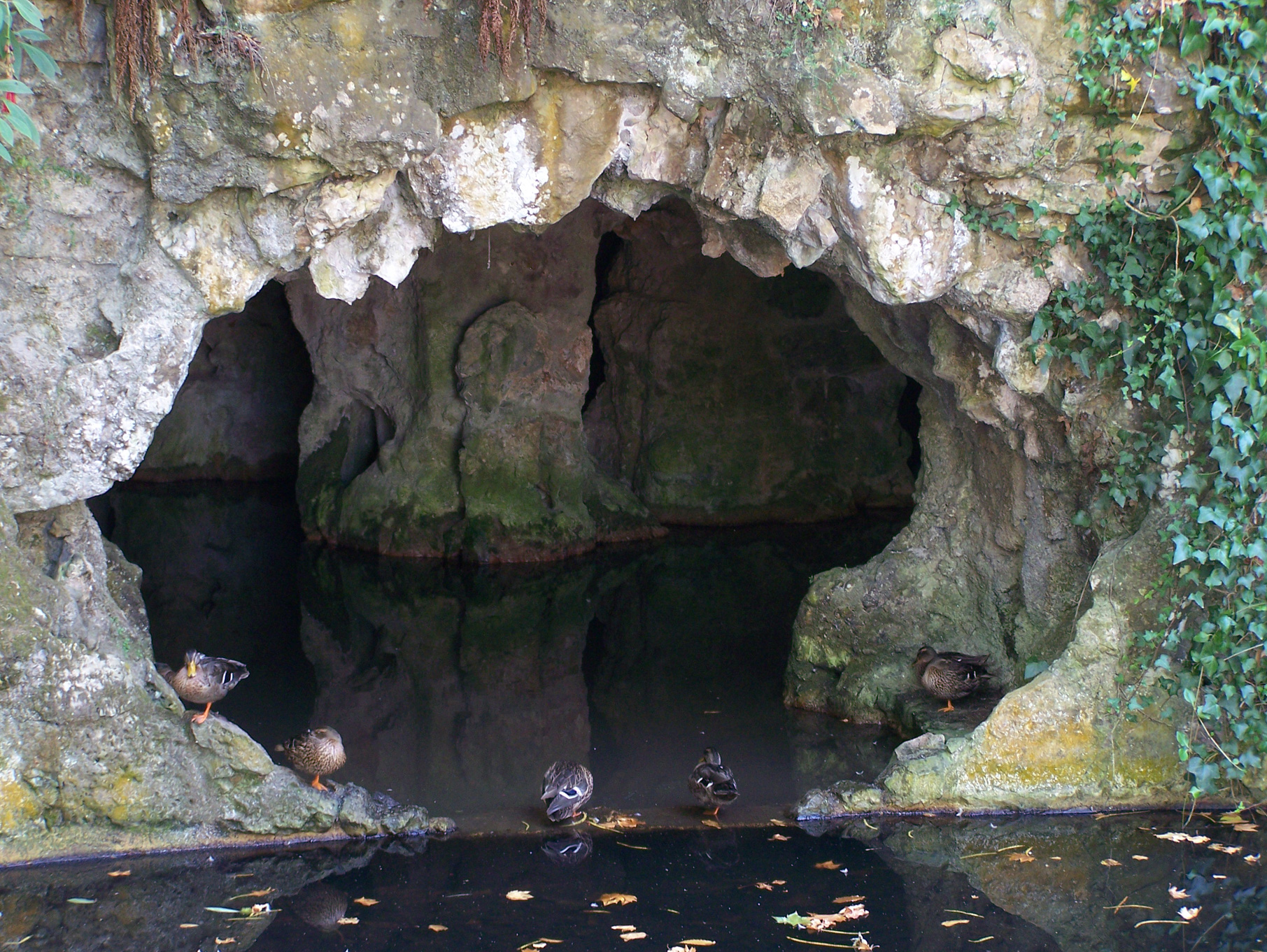
Лабіринтний грот, видно з озера.
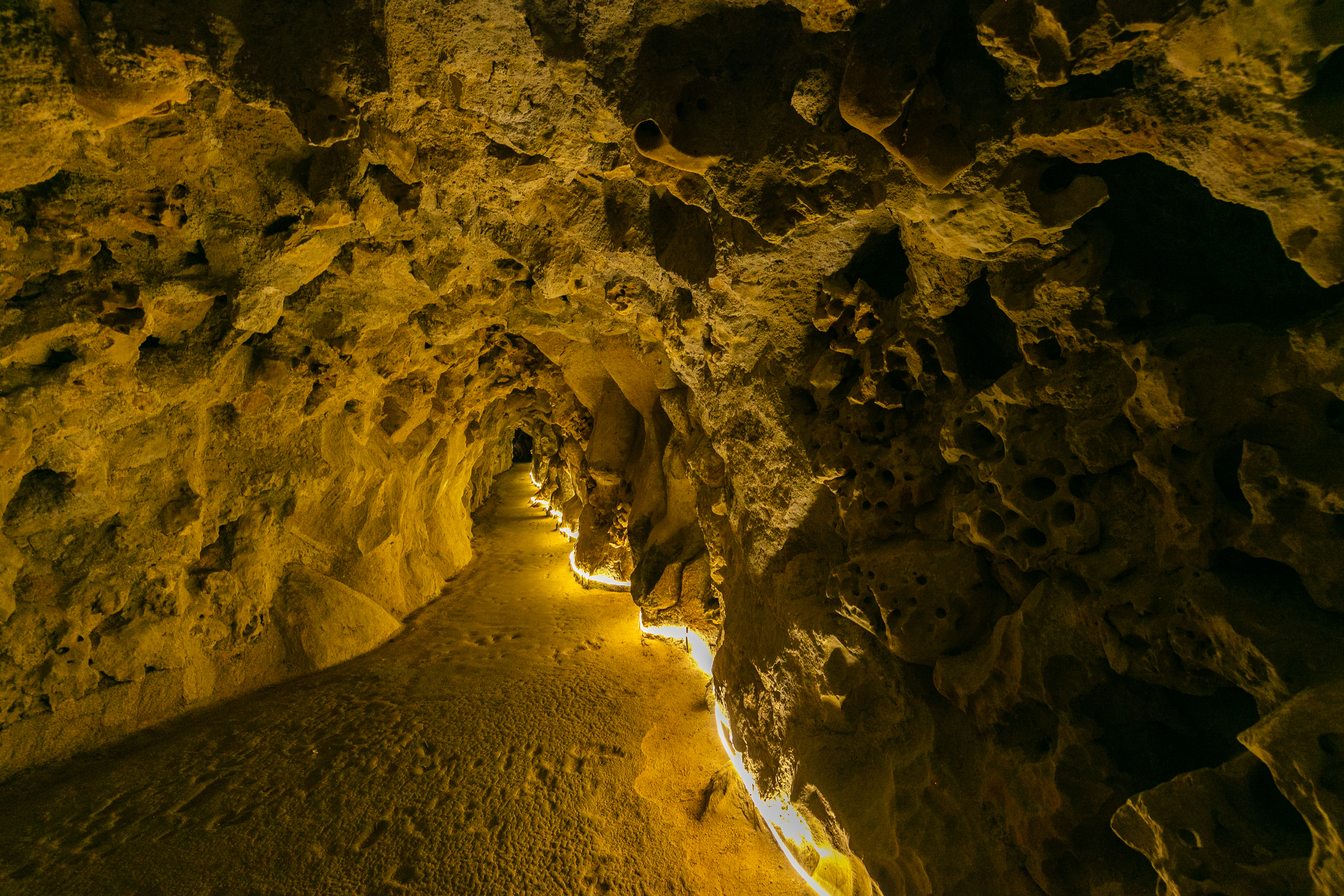
Тунель, що починається від Східного гроту.
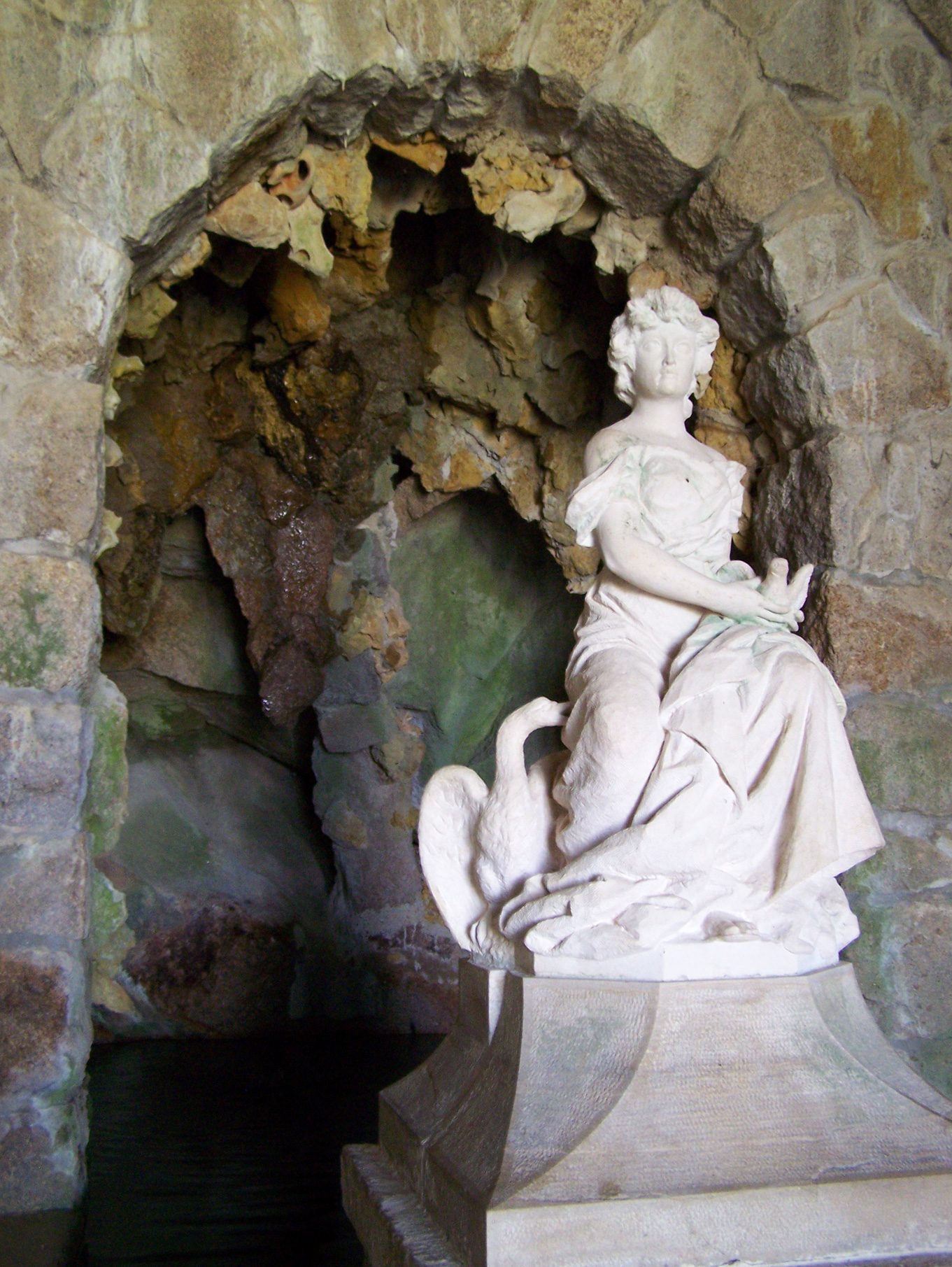
Печера Леди.

### Колодязі посвяти
Колодязі посвяти (їх також називають колодязями ініціації або перевернутими вежами) — два колодязі, які швидше нагадують підземні вежі, вистелені сходами. Ці колодязі ніколи не служили джерелами води. Натомість їх використовували для обрядових цілей, що включали обряди посвячення Таро. Описані вище тунелі з'єднують ці колодязі один з одним, крім різних печер та інших пам'яток, розташованих навколо парку.

З двох колодязів більший містить 27-метрові спіральні сходи з кількома невеликими посадками. Розміщення цих посадок у поєднанні з кількістю сходів пов'язане з містикою Таро. Інші посилання можуть бути на ритуали масонства або лицарів тамплієрів. Менший колодязь містить прямі сходи, які з'єднують низку кільцеподібних підлог між собою. Цей колодязь також називають «незавершеним колодязем». 

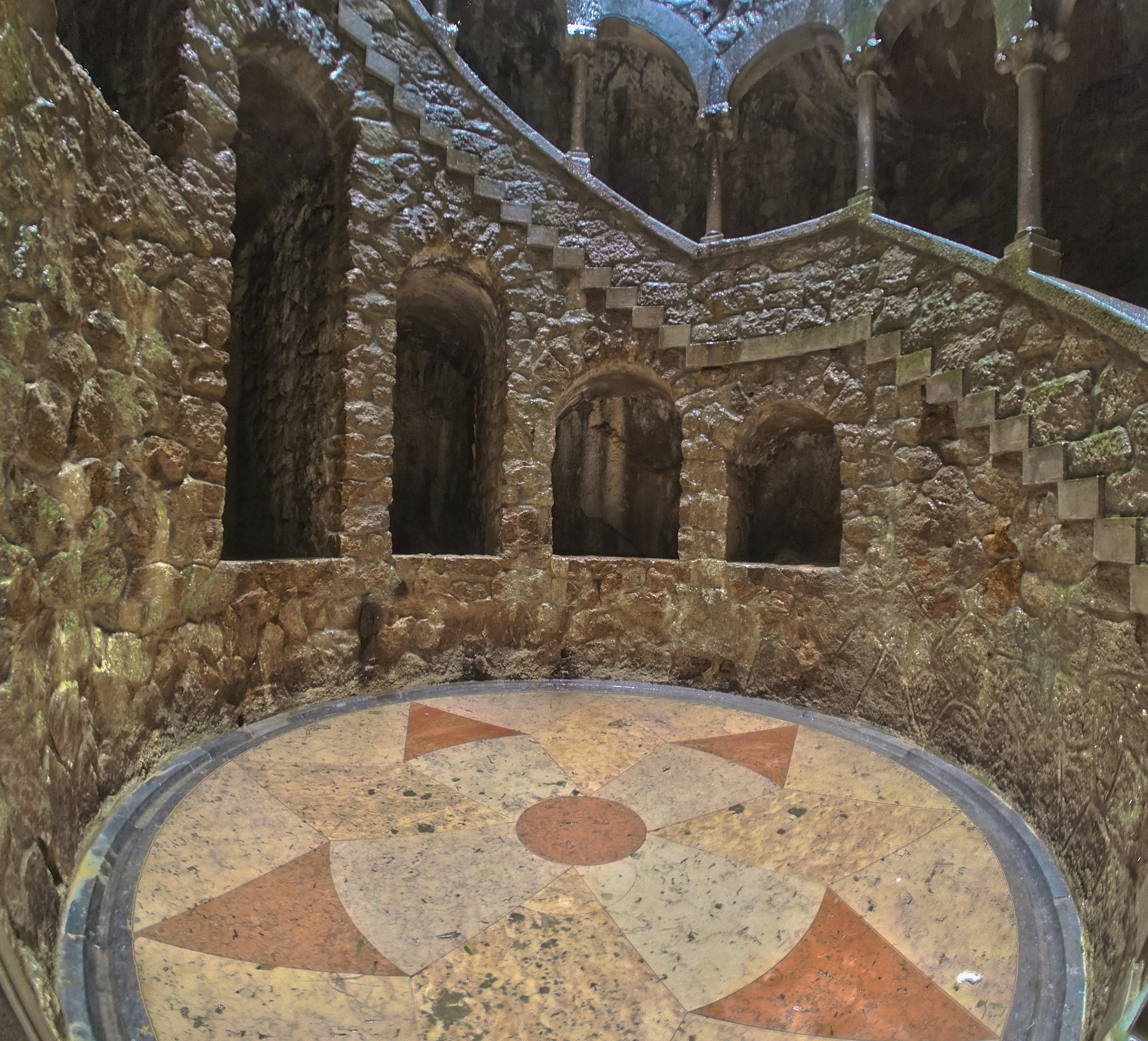
Дно колодязя посвяти.
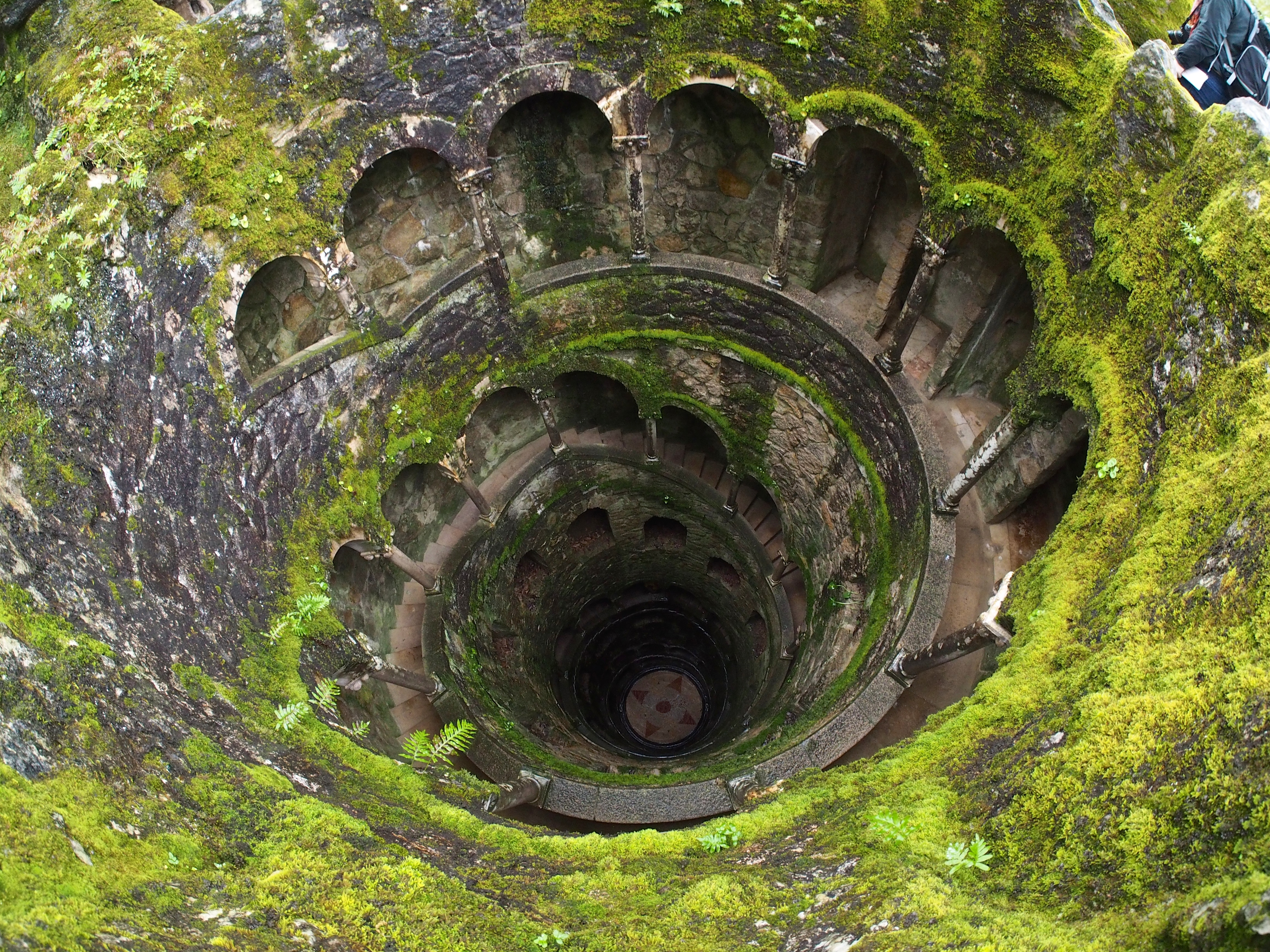
Вид зверху в колодязь
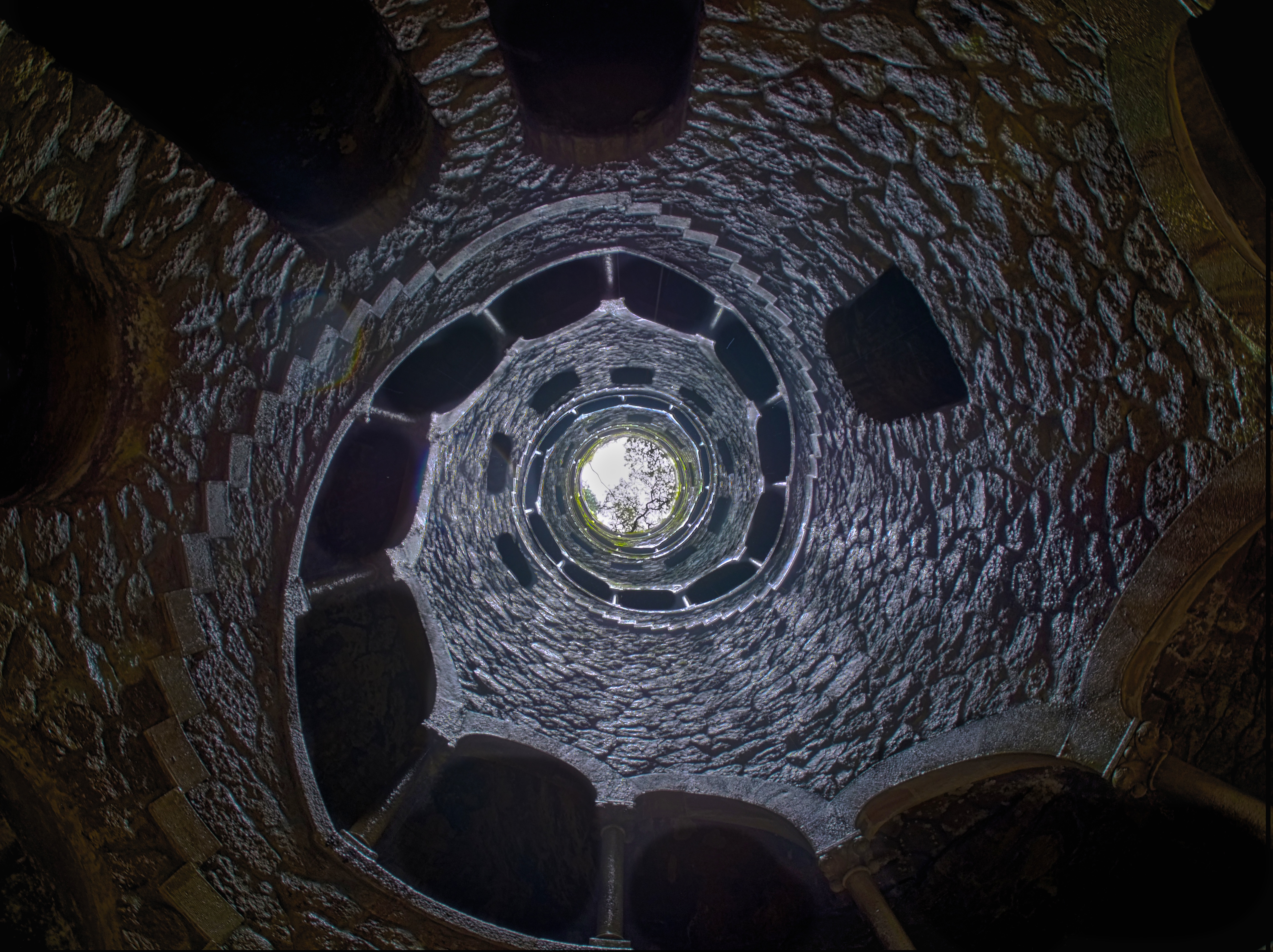
Вид з низу колодязя.
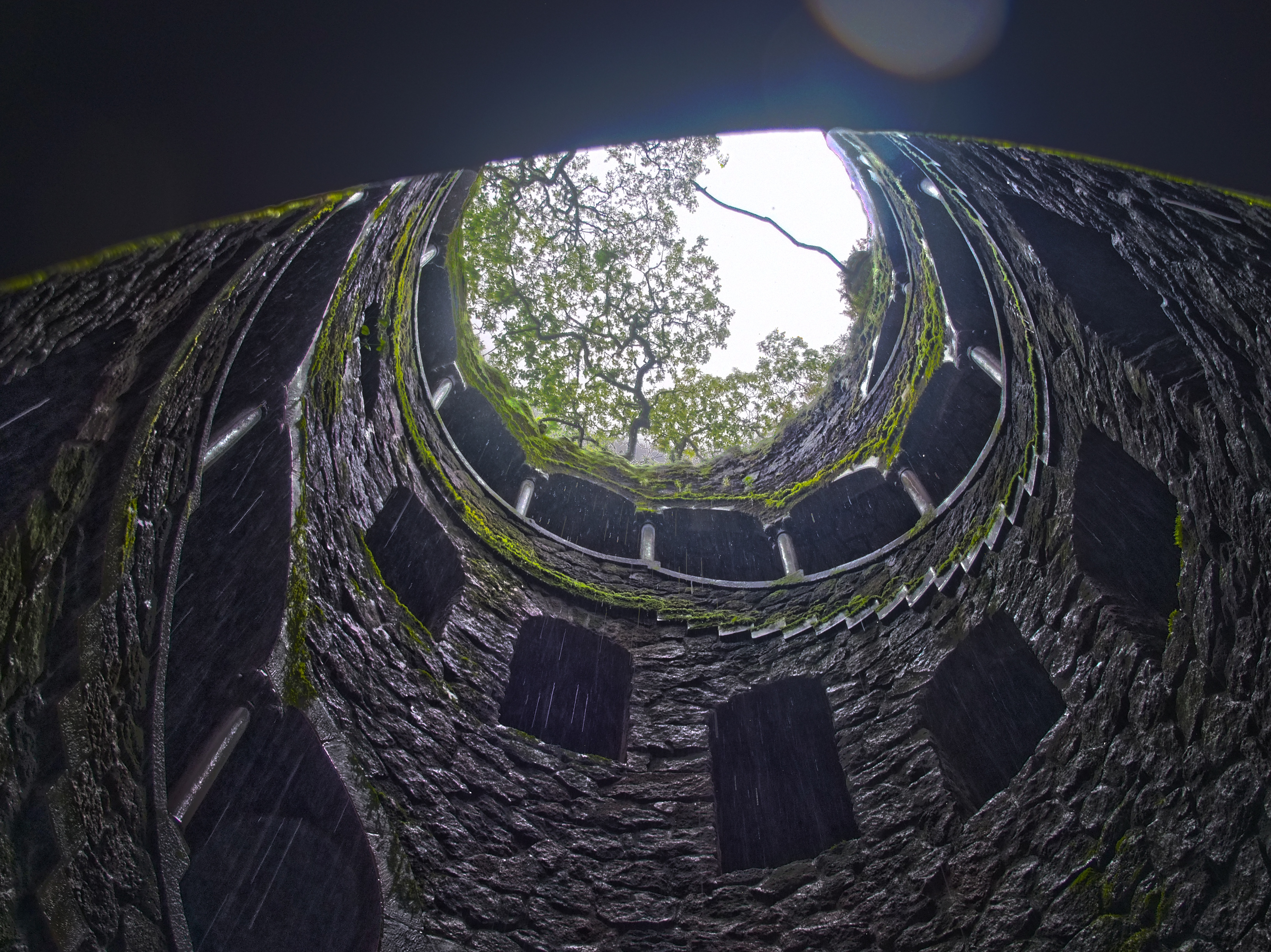
Дощ у колодязі.

### Озера, фонтани та акваріум
Водні об'єкти можна знайти в декількох місцях парку. Два штучних озера та кілька фонтанів додав Монтейру. Одним з найцікавіших і екстравагантних серед них є акваріум, побудований так, ніби природним чином вбудований у великий валун. Колись він вважався найважливішою природничою принадою Регалейри. Однак Акваріум більше не використовується і погано підтримується. 

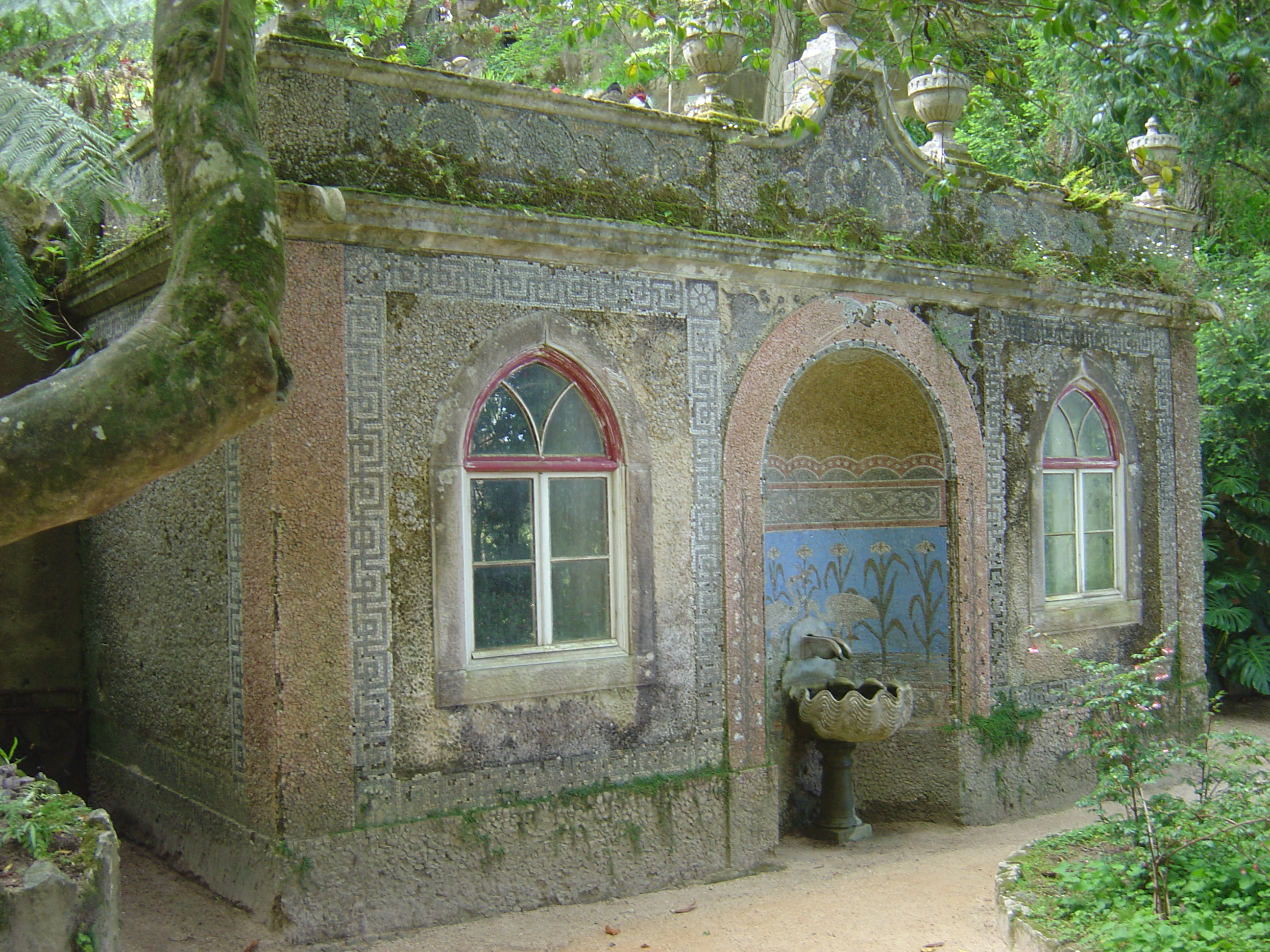
Фонтан Ібіс.
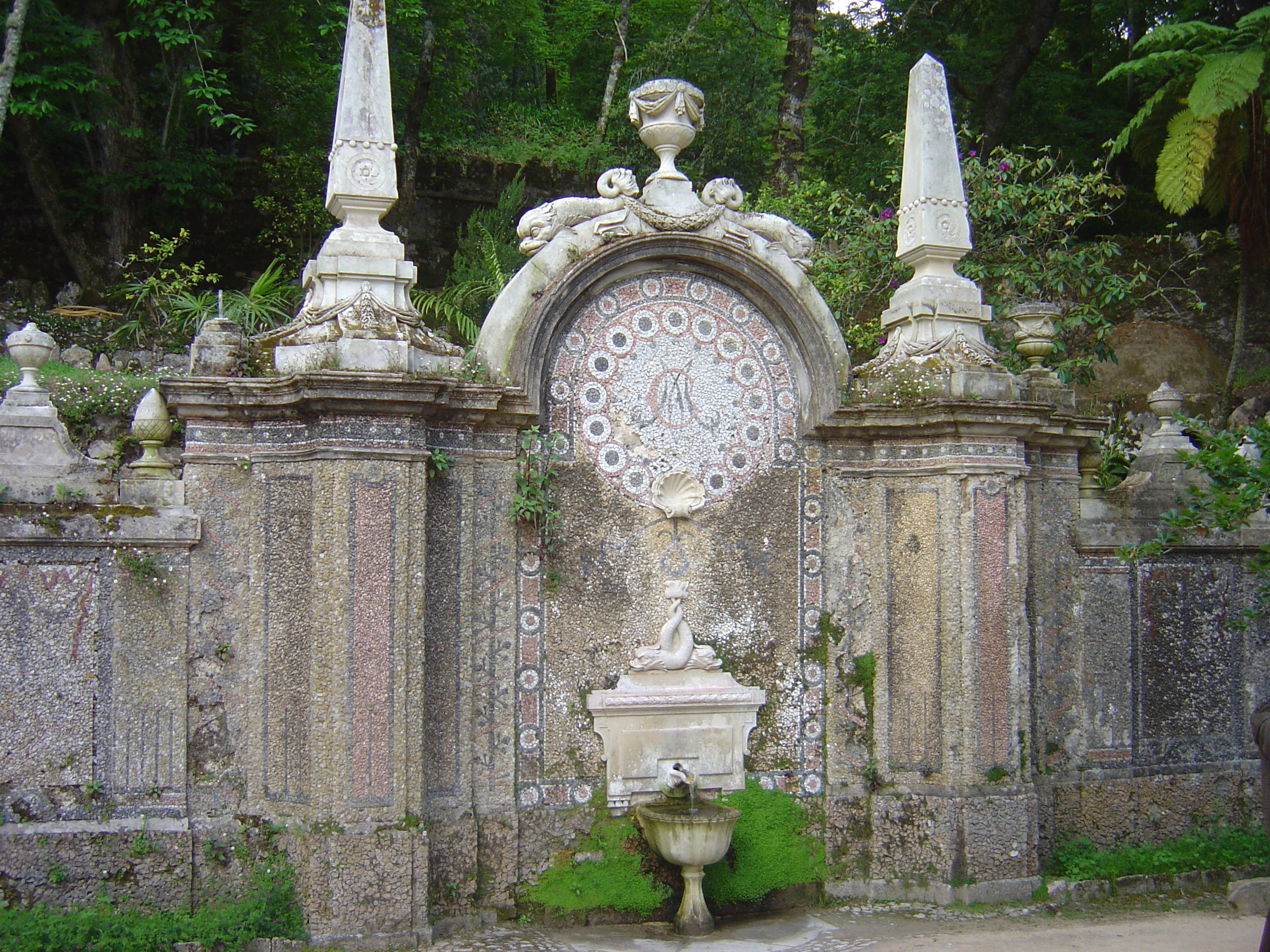
Фонтан достатку.
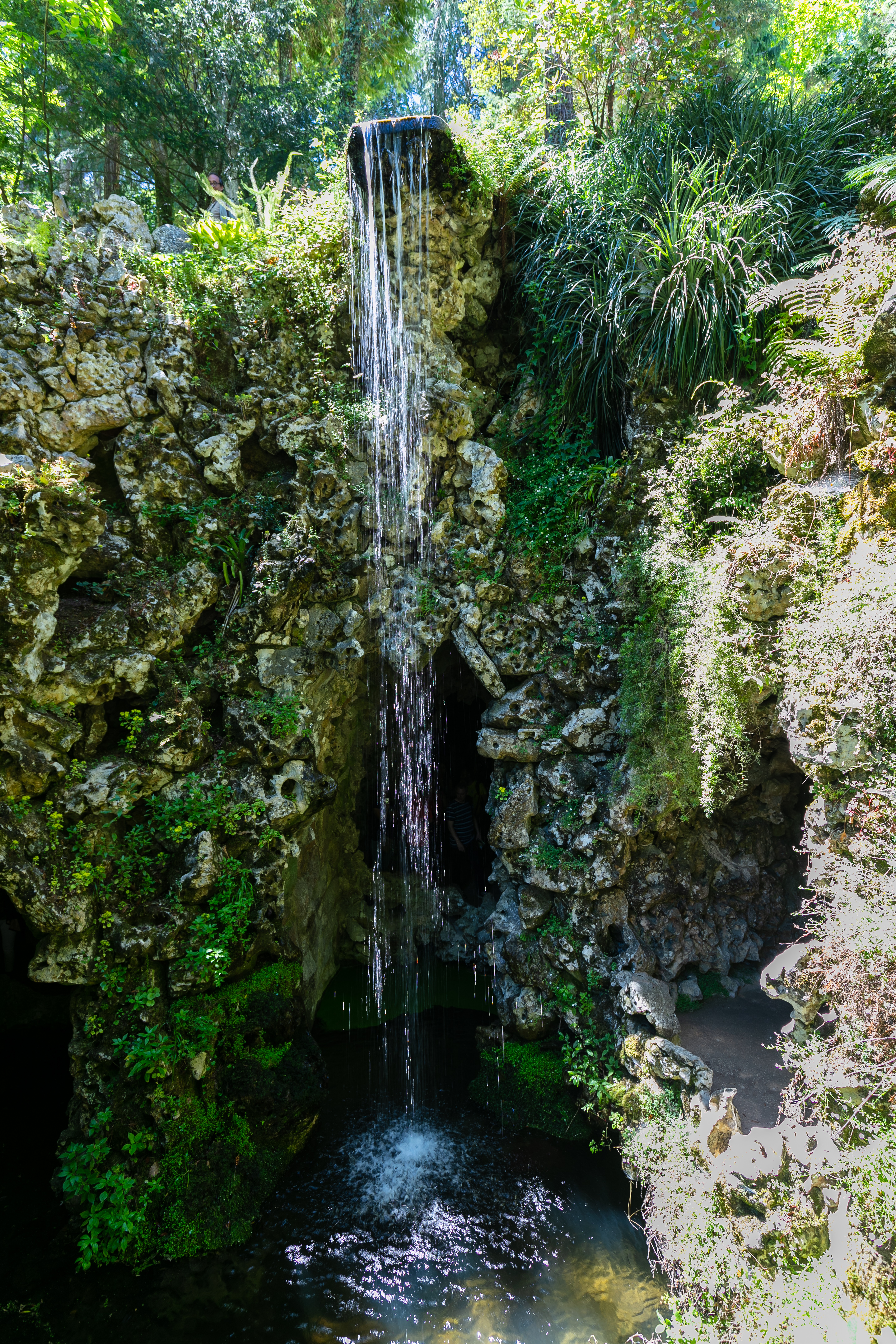
Водоспадне озеро, вид із Тераси небесних світів.